# Europees kampioenschap voetbal 1996 (kwalificatie)
Deze pagina beschrijft de kwalificatie voor het Europees kampioenschap voetbal 1996. De kwalificatie begon op op 20 april 1994 met een wedstrijd tussen Noord-Ierland en Liechtenstein. Van de acht nummers 2 uit de verschillende kwalificatiegroepen plaatsten de beste zes zich direct voor het toernooi. De laagste twee (Nederland en Ierland) moesten in een play-off uitmaken wie het laatste ticket voor het EK kreeg. In vergelijking met vier jaar geleden plaatste alleen Zweden zich niet, het werd uitgeschakeld door Zwitserland en Turkije. Denemarken, Duitsland, Nederland, Frankrijk, Engeland, Rusland en Schotland waren er opnieuw bij en kregen gezelschap van Italië, Spanje, Roemenië, Bulgarije, Kroatië, Tsjechië en Portugal.

## Gekwalificeerde landen

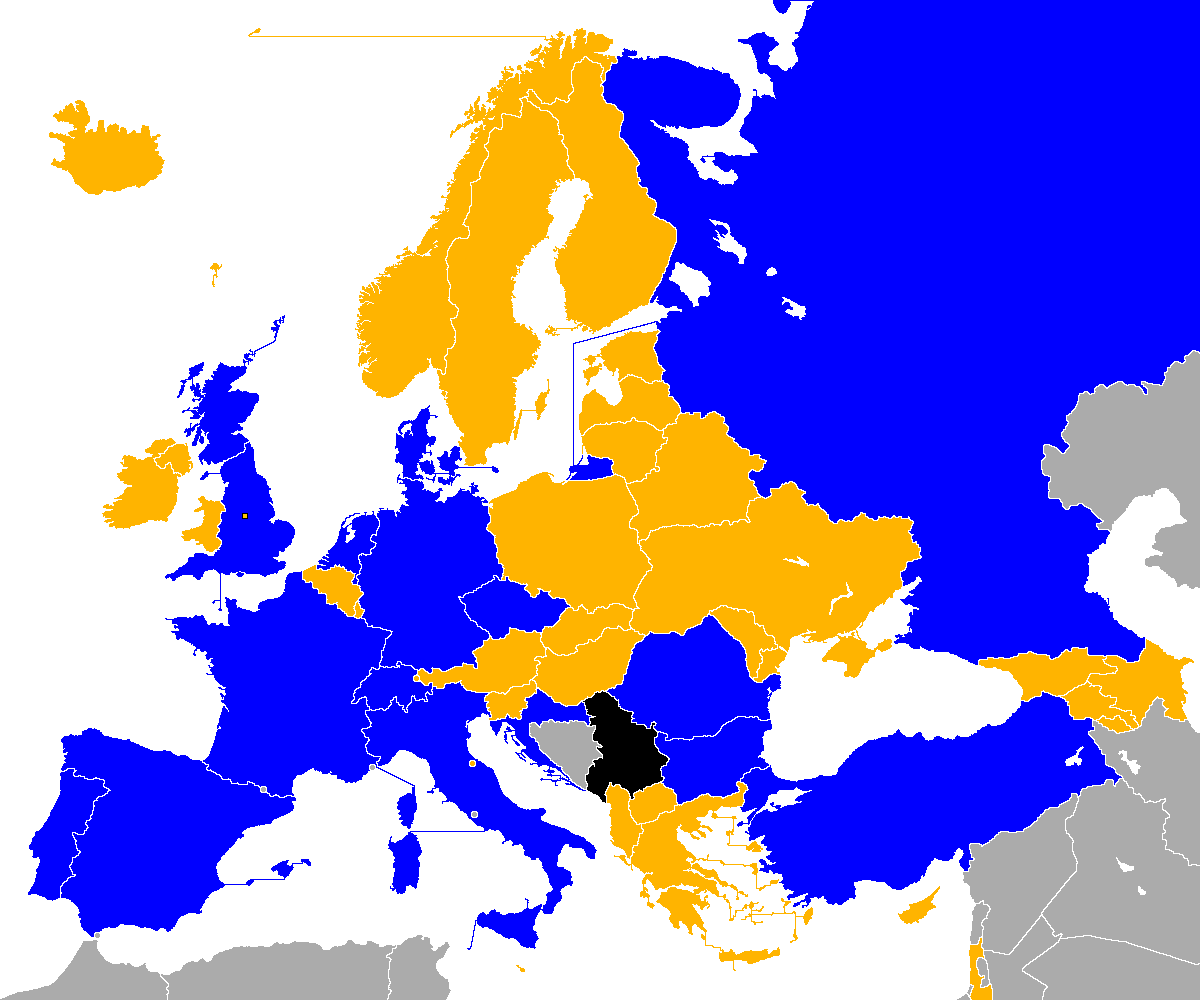
Gekwalificeerd
Niet gekwalificeerd
Niet deelgenomen
Geen UEFA-lid

| Land        | Kwalificatie als | Datum kwalificatie | Eerdere deelnames aan EK1                   |
| ----------- | ---------------- | ------------------ | ------------------------------------------- |
| Engeland    | Gastland         | 5 mei 1992         | 4 (1968, 1980, 1988, 1992)                  |
| Roemenië    | Winnaar groep 1  | 15 november 1995   | 1 (1984)                                    |
| Frankrijk   | Tweede groep 1   | 15 november 1995   | 3 (1960, 1984, 1992)                        |
| Spanje      | Winnaar groep 2  | 15 november 1995   | 4 (1964,1980, 1984, 1988)                   |
| Denemarken  | Tweede groep 2   | 15 november 1995   | 4 (1964, 1984, 1988, 1992)                  |
| Zwitserland | Winnaar groep 3  | 11 oktober 1995    | 0 (Debuut)                                  |
| Turkije     | Tweede groep 3   | 15 november 1995   | 0 (Debuut)                                  |
| Kroatië     | Winnaar groep 4  | 15 november 1995   | 0 (Debuut)                                  |
| Italië      | Tweede groep 4   | 15 november 1995   | 3 (1968,1980, 1988)                         |
| Tsjechië    | Winnaar groep 5  | 15 november 1995   | 3 (19604, 19764, 19804)                     |
| Portugal    | Winnaar groep 6  | 15 november 1995   | 1 (1984)                                    |
| Duitsland   | Winnaar groep 7  | 15 november 1995   | 6 (19722, 19762, 19802, 19842, 19882, 1992) |
| Bulgarije   | Tweede groep 7   | 15 november 1995   | 0 (Debuut)                                  |
| Rusland     | Winnaar groep 8  | 15 november 1995   | 6 (19603, 1964, 19683, 19723, 19883, 19923) |
| Schotland   | Tweede groep 8   | 15 november 1995   | 1 (1992)                                    |
| Nederland   | Play-off         | 13 december 1995   | 4 (1976, 1980,1988, 1992)                   |

1 Een vetgedrukt jaartal betekent een kampioenschap tijdens dat toernooi
2 als West-Duitsland
3 Van 1960 tot 1988 speelde Rusland onder de naam Sovjet-Unie.
4 als Tsjecho-Slowakije

## Groepen en wedstrijden
Legenda
De winnaar van elke groep plaatste zich voor de eindronde, evenals de zes beste nummers twee. De andere twee nummers twee spelen een beslissingswedstrijd voor de laatste plaats in de eindronde.

### Groep 1
Roemenië pikte de draad weer op na een toch enigszins onbevredigend WK, waar het prachtige wedstrijden speelde tegen Colombia en Argentinië, maar in de kwartfinales werd uitgeschakeld door het veel minder getalenteerde Zweden. Het team draaide nog steeds om de absolute leider Gheorghe Hagi, die na zijn succesvolle WK opnieuw werd getransfereerd naar een topclub, FC Barcelona. Na zijn eerdere falen bij Real Madrid werd het opnieuw geen succes, ook andere Roemeense uitblinkers als Ilie Dimutrescu redden het niet in het buitenland. Bij elkaar was het team nog steeds sterk genoeg om een rimpelloze campagne te voeren, voor het nieuwe voetbalseizoen won het vijf van de zeven wedstrijden en het kon zich veroorloven de campagne later rustig uit te spelen.
De andere favoriet in deze groep Frankrijk had het veel moeilijker, in de eerste zes wedstrijden werd maar twee keer gewonnen, de andere vier wedstrijden eindigden in een doelpuntloos gelijkspel. Frankrijk raakte zijn aanvoerder Éric Cantona kwijt, die in januari 1995 voor negen maanden werd geschorst, nadat hij spelend voor zijn club Manchester United een karatetrap uitdeelde aan een fan van Crystal Palace, die hem uitschold. Cantona zou nooit meer voor het nationale team uitkomen ondanks het feit, dat hij na zijn schorsing de absolute uitblinker was van Manchester United. Ook de artiest David Ginola en doelpuntenmachine Jean-Pierre Papin verloren hun plek in de nationale ploeg, Coach Aimé Jacquet koos voor de jeugd, waar de middenvelders Youri Djorkaeff en Zinédine Zidane de belangrijkste exponenten waren. Opvallend was, dat het Franse team gelijkenissen vertoonde met het grote team in de jaren tachtig: het middenveld was zeer sterk, maar de aanval miste stootkracht.
Dat gebrek was nog een aardig probleem in de beslissende fase van de kwalificatie, halverwege stond Frankrijk met tien punten uit zes wedstrijden gelijk met Polen en kwam in de thuiswedstrijd met 0-1 achter door een doelpunt van Andrzej Juskowiak. Het draaide stroef bij de Fransen en tot overmaat van ramp miste Bixente Lizarazu een strafschop. Uitschakeling was dichtbij, totdat invaller Yourri Djorkaeff gelijk maakte met een schitterende vrije trap. Daarna kwam het toch nog goed, het won met 10-0 van Azerbeidzjan (negen verschillende doelpuntenmakers) en won de uitwedstrijd tegen het al geplaatste Roemenië met 1-3 (Zidane en Djorkaeff scoorden allebei). Omdat Polen zijn kansen verspeelde met een 4-1-nederlaag tegen Slowakije kwam kwalificatie niet meer in gevaar. Frankrijk zag het aankomende EK vooral als een goede, generale repetitie voor het aankomende WK in eigen land.
| Pos | Land         | Wed | Win | Gel | Ver | DV | DT | +/- | Pnt |
| --- | ------------ | --- | --- | --- | --- | -- | -- | --- | --- |
| 1   | Roemenië     | 10  | 6   | 3   | 1   | 18 | 9  | +9  | 21  |
| 2   | Frankrijk    | 10  | 5   | 5   | 0   | 22 | 2  | +20 | 20  |
| 3   | Slowakije    | 10  | 4   | 2   | 4   | 14 | 18 | –4  | 14  |
| 4   | Polen        | 10  | 3   | 4   | 3   | 14 | 12 | +2  | 13  |
| 5   | Israël       | 10  | 3   | 3   | 4   | 13 | 13 | 0   | 12  |
| 6   | Azerbeidzjan | 10  | 0   | 1   | 9   | 2  | 29 | –27 | 1   |

|                                |                    |               |             |                                                                                               |
| 4 september 1994 17:00 (UTC+2) | Israël             | 2 – 1         | Polen       | National Stadium, Ramat Gan Toeschouwers: 3.500 Scheidsrechter: Frans van den Wijngaert (BEL) |
| 4 september 1994 17:00 (UTC+2) | R. Harazi 44', 59' | Wedstrijdlink | Kosecki 80' | National Stadium, Ramat Gan Toeschouwers: 3.500 Scheidsrechter: Frans van den Wijngaert (BEL) |

|                                |               |       |           |                                                                                     |
| 7 september 1994 20:30 (UTC+2) | Slowakije     | 0 – 0 | Frankrijk | Tehelné pole, Bratislava Toeschouwers: 14.329 Scheidsrechter: Peter Mikkelsen (DEN) |
| 7 september 1994 20:30 (UTC+2) | Wedstrijdlink |       |           | Tehelné pole, Bratislava Toeschouwers: 14.329 Scheidsrechter: Peter Mikkelsen (DEN) |

|                                |                                           |               |              |                                                                                       |
| 7 september 1994 20:00 (UTC+3) | Roemenië                                  | 3 – 0         | Azerbeidzjan | Stadionul Steaua, Boekarest Toeschouwers: 7.000 Scheidsrechter: Robert Sedlacek (AUT) |
| 7 september 1994 20:00 (UTC+3) | Belodedici 42' Petrescu 57' Răducioiu 87' | Wedstrijdlink |              | Stadionul Steaua, Boekarest Toeschouwers: 7.000 Scheidsrechter: Robert Sedlacek (AUT) |

|                              |               |       |          |                                                                                                |
| 8 oktober 1994 20:45 (UTC+1) | Frankrijk     | 0 – 0 | Roemenië | Stade Geoffroy-Guichard, Saint-Étienne Toeschouwers: 31.144 Scheidsrechter: Leif Sundell (ZWE) |
| 8 oktober 1994 20:45 (UTC+1) | Wedstrijdlink |       |          | Stade Geoffroy-Guichard, Saint-Étienne Toeschouwers: 31.144 Scheidsrechter: Leif Sundell (ZWE) |

|                               |                                |               |                        |                                                                                         |
| 12 oktober 1994 18:00 (UTC+2) | Israël                         | 2 – 2         | Slowakije              | National Stadium, Ramat Gan Toeschouwers: 7.500 Scheidsrechter: John Blankenstein (NED) |
| 12 oktober 1994 18:00 (UTC+2) | R. Harazi 23' Banin 32' (pen.) | Wedstrijdlink | Rusnák 5' Moravčík 14' | National Stadium, Ramat Gan Toeschouwers: 7.500 Scheidsrechter: John Blankenstein (NED) |

|                               |               |               |              |                                                                                  |
| 12 oktober 1994 20:15 (UTC+1) | Polen         | 1 – 0         | Azerbeidzjan | Stali Mielecstadion, Mielec Toeschouwers: 4.600 Scheidsrechter: Ilkka Koho (FIN) |
| 12 oktober 1994 20:15 (UTC+1) | Juskowiak 44' | Wedstrijdlink |              | Stali Mielecstadion, Mielec Toeschouwers: 4.600 Scheidsrechter: Ilkka Koho (FIN) |

|                                |                                    |               |                         |                                                                                   |
| 12 november 1994 18:00 (UTC+2) | Roemenië                           | 3 – 2         | Slowakije               | Stadionul Steaua, Boekarest Toeschouwers: 10.283 Scheidsrechter: Vadim Zhuk (BLR) |
| 12 november 1994 18:00 (UTC+2) | Gh. Popescu 7' Hagi 46' Prodan 82' | Wedstrijdlink | Dubovský 56' Chvíla 78' | Stadionul Steaua, Boekarest Toeschouwers: 10.283 Scheidsrechter: Vadim Zhuk (BLR) |

|                                |               |       |           |                                                                                          |
| 16 november 1994 18:00 (UTC+1) | Polen         | 0 – 0 | Frankrijk | Górnik Zabrzestadion, Zabrze Toeschouwers: 18.000 Scheidsrechter: Angelo Amendolia (ITA) |
| 16 november 1994 18:00 (UTC+1) | Wedstrijdlink |       |           | Górnik Zabrzestadion, Zabrze Toeschouwers: 18.000 Scheidsrechter: Angelo Amendolia (ITA) |

|                                |              |               |                             |                                                                                           |
| 16 november 1994 19:00 (UTC+2) | Azerbeidzjan | 0 – 2         | Israël                      | Hüseyin Avni Akerstadion, Trabzon Toeschouwers: 2.863 Scheidsrechter: László Vágner (HUN) |
| 16 november 1994 19:00 (UTC+2) |              | Wedstrijdlink | R. Harazi 30' Rosenthal 51' | Hüseyin Avni Akerstadion, Trabzon Toeschouwers: 2.863 Scheidsrechter: László Vágner (HUN) |

|                                |              |               |                    |                                                                                         |
| 13 december 1994 19:00 (UTC+2) | Azerbeidzjan | 0 – 2         | Frankrijk          | Hüseyin Avni Akerstadion, Trabzon Toeschouwers: 533 Scheidsrechter: Rune Pedersen (NOR) |
| 13 december 1994 19:00 (UTC+2) |              | Wedstrijdlink | Papin 25' Loko 56' | Hüseyin Avni Akerstadion, Trabzon Toeschouwers: 533 Scheidsrechter: Rune Pedersen (NOR) |

|                                |               |               |             |                                                                                                 |
| 14 december 1994 18:00 (UTC+2) | Israël        | 1 – 1         | Roemenië    | National Stadium, Ramat Gan Toeschouwers: 38.000 Scheidsrechter: Antonio Martín Navarrete (ESP) |
| 14 december 1994 18:00 (UTC+2) | Rosenthal 83' | Wedstrijdlink | Lǎcǎtuş 70' | National Stadium, Ramat Gan Toeschouwers: 38.000 Scheidsrechter: Antonio Martín Navarrete (ESP) |

|                             |                                  |               |                      |                                                                                           |
| 29 maart 1995 18:30 (UTC+3) | Roemenië                         | 2 – 1         | Polen                | Stadionul Steaua, Boekarest Toeschouwers: 13.480 Scheidsrechter: Kurt Röthlisberger (SUI) |
| 29 maart 1995 18:30 (UTC+3) | Răducioiu 45' Wandzik 53' (e.d.) | Wedstrijdlink | Juskowiak 42' (pen.) | Stadionul Steaua, Boekarest Toeschouwers: 13.480 Scheidsrechter: Kurt Röthlisberger (SUI) |

|                             |                                               |               |                       |                                                                                        |
| 29 maart 1995 18:00 (UTC+2) | Slowakije                                     | 4 – 1         | Azerbeidzjan          | Všešportový areál, Košice Toeschouwers: 12.450 Scheidsrechter: Vassilios Nikakis (GRE) |
| 29 maart 1995 18:00 (UTC+2) | Tittel 34' Timko 40', 51' Dubovský 45' (pen.) | Wedstrijdlink | Suleymanov 80' (pen.) | Všešportový areál, Košice Toeschouwers: 12.450 Scheidsrechter: Vassilios Nikakis (GRE) |

|                             |               |       |           |                                                                                      |
| 29 maart 1995 17:00 (UTC+2) | Israël        | 0 – 0 | Frankrijk | National Stadium, Ramat Gan Toeschouwers: 39.000 Scheidsrechter: Jim McCluskey (SCO) |
| 29 maart 1995 17:00 (UTC+2) | Wedstrijdlink |       |           | National Stadium, Ramat Gan Toeschouwers: 39.000 Scheidsrechter: Jim McCluskey (SCO) |

|                             |                                                  |               |                                    |                                                                                     |
| 25 april 1995 17:30 (UTC+2) | Polen                                            | 4 – 3         | Israël                             | Górnik Zabrzestadion, Zabrze Toeschouwers: 5.500 Scheidsrechter: Anders Frisk (ZWE) |
| 25 april 1995 17:30 (UTC+2) | Nowak 1' Juskowiak 50' Kowalczyk 55' Kosecki 62' | Wedstrijdlink | Rosenthal 33' Revivo 38' Zohar 70' | Górnik Zabrzestadion, Zabrze Toeschouwers: 5.500 Scheidsrechter: Anders Frisk (ZWE) |

|                             |                |               |                                              |                                                                                           |
| 26 april 1995 18:00 (UTC+3) | Azerbeidzjan   | 1 – 4         | Roemenië                                     | Hüseyin Avni Akerstadion, Trabzon Toeschouwers: 372 Scheidsrechter: Dimitar Momirov (BUL) |
| 26 april 1995 18:00 (UTC+3) | Suleymanov 35' | Wedstrijdlink | Răducioiu 2' (pen.), 69', 76' Dumitrescu 39' | Hüseyin Avni Akerstadion, Trabzon Toeschouwers: 372 Scheidsrechter: Dimitar Momirov (BUL) |

|                             |                                                      |               |           |                                                                                          |
| 26 april 1995 20:45 (UTC+2) | Frankrijk                                            | 4 – 0         | Slowakije | Stade de la Beaujoire, Nantes Toeschouwers: 23.910 Scheidsrechter: Bernd Heynemann (GER) |
| 26 april 1995 20:45 (UTC+2) | Krištofík 27' (e.d.) Ginola 42' Blanc 57' Guérin 62' | Wedstrijdlink |           | Stade de la Beaujoire, Nantes Toeschouwers: 23.910 Scheidsrechter: Bernd Heynemann (GER) |

|                           |                                                          |               |           |                                                                                        |
| 7 juni 1995 17:30 (UTC+2) | Polen                                                    | 5 – 0         | Slowakije | Górnik Zabrzestadion, Zabrze Toeschouwers: 9.515 Scheidsrechter: Robert Sedlacek (AUT) |
| 7 juni 1995 17:30 (UTC+2) | Juskowiak 10', 72' Wieszczycki 58' Kosecki 63' Nowak 69' | Wedstrijdlink |           | Górnik Zabrzestadion, Zabrze Toeschouwers: 9.515 Scheidsrechter: Robert Sedlacek (AUT) |

|                           |                          |               |              |                                                                                      |
| 7 juni 1995 20:00 (UTC+3) | Roemenië                 | 2 – 1         | Israël       | Stadionul Steaua, Boekarest Toeschouwers: 18.575 Scheidsrechter: Rune Pedersen (NOR) |
| 7 juni 1995 20:00 (UTC+3) | Lăcătuș 16' Munteanu 56' | Wedstrijdlink | Berkovic 50' | Stadionul Steaua, Boekarest Toeschouwers: 18.575 Scheidsrechter: Rune Pedersen (NOR) |

|                                |              |               |             |                                                                                       |
| 16 augustus 1995 19:00 (UTC+3) | Azerbeidzjan | 0 – 1         | Slowakije   | Hüseyin Avni Akerstadion, Trabzon Toeschouwers: 200 Scheidsrechter: Alain Hamer (LUX) |
| 16 augustus 1995 19:00 (UTC+3) |              | Wedstrijdlink | Jančula 60' | Hüseyin Avni Akerstadion, Trabzon Toeschouwers: 200 Scheidsrechter: Alain Hamer (LUX) |

|                                |               |               |               |                                                                                      |
| 16 augustus 1995 20:45 (UTC+2) | Frankrijk     | 1 – 1         | Polen         | Parc des Princes, Parijs Toeschouwers: 40.426 Scheidsrechter: Manuel Díaz Vega (ESP) |
| 16 augustus 1995 20:45 (UTC+2) | Djorkaeff 87' | Wedstrijdlink | Juskowiak 35' | Parc des Princes, Parijs Toeschouwers: 40.426 Scheidsrechter: Manuel Díaz Vega (ESP) |

|                                | |               |              |                                                                                               |
| 6 september 1995 20:45 (UTC+2) | Frankrijk                                                                                               | 10 – 0        | Azerbeidzjan | Stade de l'Abbé-Deschamps, Auxerre Toeschouwers: 13.479 Scheidsrechter: Alfred Micallef (MLT) |
| 6 september 1995 20:45 (UTC+2) | Desailly 13' Djorkaeff 17', 78' Guérin 33' Pedros 49' Lebœuf 54', 74' Dugarry 66' Zidane 72' Cocard 90' | Wedstrijdlink |              | Stade de l'Abbé-Deschamps, Auxerre Toeschouwers: 13.479 Scheidsrechter: Alfred Micallef (MLT) |

|                                |               |       |          |                                                                                          |
| 6 september 1995 17:00 (UTC+2) | Polen         | 0 – 0 | Roemenië | Górnik Zabrzestadion, Zabrze Toeschouwers: 18.000 Scheidsrechter: Dermot Gallagher (ENG) |
| 6 september 1995 17:00 (UTC+2) | Wedstrijdlink |       |          | Górnik Zabrzestadion, Zabrze Toeschouwers: 18.000 Scheidsrechter: Dermot Gallagher (ENG) |

|                                |             |               |        |                                                                                   |
| 6 september 1995 18:00 (UTC+2) | Slowakije   | 1 – 0         | Israël | Všešportový areál, Košice Toeschouwers: 7.810 Scheidsrechter: Marnix Sandra (BEL) |
| 6 september 1995 18:00 (UTC+2) | Jančula 54' | Wedstrijdlink |        | Všešportový areál, Košice Toeschouwers: 7.810 Scheidsrechter: Marnix Sandra (BEL) |

|                               |             |               |                                       |                                                                                           |
| 11 oktober 1995 19:00 (UTC+2) | Roemenië    | 1 – 3         | Frankrijk                             | Stadionul Steaua, Boekarest Toeschouwers: 23.200 Scheidsrechter: Pierluigi Pairetto (ITA) |
| 11 oktober 1995 19:00 (UTC+2) | Lăcătuș 51' | Wedstrijdlink | Karembeu 29' Djorkaeff 41' Zidane 72' | Stadionul Steaua, Boekarest Toeschouwers: 23.200 Scheidsrechter: Pierluigi Pairetto (ITA) |

|                               |                                                      |               |               |                                                                                            |
| 11 oktober 1995 17:30 (UTC+1) | Slowakije                                            | 4 – 1         | Polen         | Tehelné pole, Bratislava Toeschouwers: 11.653 Scheidsrechter: Jorge Monteiro Coroado (POR) |
| 11 oktober 1995 17:30 (UTC+1) | Dubovský 31' (pen.) Jančula 68' Ujlaky 77' Šimon 82' | Wedstrijdlink | Juskowiak 20' | Tehelné pole, Bratislava Toeschouwers: 11.653 Scheidsrechter: Jorge Monteiro Coroado (POR) |

|                               |                    |               |              |                                                                                       |
| 11 oktober 1995 18:00 (UTC+2) | Israël             | 2 – 0         | Azerbeidzjan | Bloomfieldstadion, Tel Aviv Toeschouwers: 7.000 Scheidsrechter: Claude Détruche (SUI) |
| 11 oktober 1995 18:00 (UTC+2) | R. Harazi 31', 90' | Wedstrijdlink |              | Bloomfieldstadion, Tel Aviv Toeschouwers: 7.000 Scheidsrechter: Claude Détruche (SUI) |

|                                |                            |               |        |                                                                                     |
| 15 november 1995 20:45 (UTC+1) | Frankrijk                  | 2 – 0         | Israël | Stade Michel d'Ornano, Caen Toeschouwers: 20.822 Scheidsrechter: Gerd Grabher (AUT) |
| 15 november 1995 20:45 (UTC+1) | Djorkaeff 69' Lizarazu 89' | Wedstrijdlink |        | Stade Michel d'Ornano, Caen Toeschouwers: 20.822 Scheidsrechter: Gerd Grabher (AUT) |

|                                |           |               |                       |                                                                                    |
| 15 november 1995 17:30 (UTC+1) | Slowakije | 0 – 2         | Roemenië              | Všešportový areál, Košice Toeschouwers: 9.676 Scheidsrechter: Jaap Uilenberg (NED) |
| 15 november 1995 17:30 (UTC+1) |           | Wedstrijdlink | Hagi 66' Munteanu 82' | Všešportový areál, Košice Toeschouwers: 9.676 Scheidsrechter: Jaap Uilenberg (NED) |

|                                |               |       |       |                                                                                          |
| 15 november 1995 16:00 (UTC+2) | Azerbeidzjan  | 0 – 0 | Polen | Hüseyin Avni Akerstadion, Trabzon Toeschouwers: 200 Scheidsrechter: Leslie Mottram (SCO) |
| 15 november 1995 16:00 (UTC+2) | Wedstrijdlink |       |       | Hüseyin Avni Akerstadion, Trabzon Toeschouwers: 200 Scheidsrechter: Leslie Mottram (SCO) |

### Groep 2
Spanje had ook al een onbevredigend WK achter de rug, waar het in de kwartfinale ongelukkig werd uitgeschakeld door een fortuinlijk Italië. Het nam meteen het initiatief in de groep door twee duidelijke overwinningen op de twee enige concurrenten: 3-0 tegen Denemarken en 1-4 in Brussel tegen België. De Bask Javier Clemente vierde nog steeds de scepter bij de Spanjaarden en onder zijn leiding speelde de ploeg vooral stug en degelijk. Hij negeerde bijvoorbeeld de grote supertalenten van FC Barcelona en Real Madrid respectievelijk Iván de la Peña en vooral Raùl.
België liep al snel achter de feiten aan: zowel uit tegen Denemarken en thuis tegen Spanje nam het een 1-0-voorsprong dankzij Marc Degryse om in de tweede helft compleet in elkaar te storten. Tussendoor werd ook nog slordig puntverlies geleden: thuis tegen Macedonië werd het 1-1. België was veroordeeld tot een inhaalrace en herstelde zich met een gelijkspel in Sevilla tegen Spanje en een 0-5 zege in Macedonië. Omdat Denemarken ook slordig puntverlies leed (gelijke spelen tegen Macedonië en Cyprus) kon België in de thuiswedstrijd tegen Denemarken op gelijke hoogte komen.
Een blunder van doelman Gilbert Bodart en geschutter in de Belgische verdediging leverde tussen de 20e en de 21e minuut een onoverbrugbare achterstand op en de Belgen plaatsten zich voor de derde achtereenvolgende keer niet voor een EK, terwijl het altijd in die periode meedeed aan een WK. Europees kampioen Denemarken verzekerde zich opnieuw van een startbewijs en dreef vooral op de sterkte van de gebroeders Laudrup en de sterke doelman van Manchester United, Peter Schmeichel. Een echte kanshebber zagen de experts niet in deze ploeg, maar dat was ook het geval in 1992.
| Pos | Land       | Wed | Win | Gel | Ver | DV | DT | +/- | Pnt |
| --- | ---------- | --- | --- | --- | --- | -- | -- | --- | --- |
| 1   | Spanje     | 10  | 8   | 2   | 0   | 25 | 4  | +21 | 26  |
| 2   | Denemarken | 10  | 6   | 3   | 1   | 19 | 9  | +10 | 21  |
| 3   | België     | 10  | 4   | 3   | 3   | 17 | 13 | +4  | 15  |
| 4   | Macedonië  | 10  | 1   | 4   | 5   | 9  | 18 | –9  | 7   |
| 5   | Cyprus     | 10  | 1   | 4   | 5   | 6  | 20 | –14 | 7   |
| 6   | Armenië    | 10  | 1   | 2   | 7   | 5  | 17 | –12 | 5   |

|                                |                                 |               |         |                                                                                             |
| 7 september 1994 20:15 (UTC+2) | België                          | 2 – 0         | Armenië | Constant Vanden Stock Stadium, Brussel Toeschouwers: 6.140 Scheidsrechter: John Ferry (NIR) |
| 7 september 1994 20:15 (UTC+2) | Krbashyan 3' (e.d.) Degryse 73' | Wedstrijdlink |         | Constant Vanden Stock Stadium, Brussel Toeschouwers: 6.140 Scheidsrechter: John Ferry (NIR) |

|                                |              |               |                                     |                                                                               |
| 7 september 1994 20:00 (UTC+3) | Cyprus       | 1 – 2         | Spanje                              | Tsirionstadion, Limassol Toeschouwers: 5.024 Scheidsrechter: Marc Batta (FRA) |
| 7 september 1994 20:00 (UTC+3) | Sotiriou 37' | Wedstrijdlink | Higuera 18' Charalambous 26' (e.d.) | Tsirionstadion, Limassol Toeschouwers: 5.024 Scheidsrechter: Marc Batta (FRA) |

|                                |               |               |             |                                                                                       |
| 7 september 1994 18:00 (UTC+2) | Macedonië     | 1 – 1         | Denemarken  | Gradski Stadion, Skopje Toeschouwers: 22.000 Scheidsrechter: Mario van der Ende (NED) |
| 7 september 1994 18:00 (UTC+2) | Stojkovski 5' | Wedstrijdlink | Povlsen 86' | Gradski Stadion, Skopje Toeschouwers: 22.000 Scheidsrechter: Mario van der Ende (NED) |

|                              |               |       |        |                                                                                |
| 8 oktober 1994 19:00 (UTC+3) | Armenië       | 0 – 0 | Cyprus | Hrazdan, Jerevan Toeschouwers: 3.600 Scheidsrechter: Zbigniew Przesmycki (POL) |
| 8 oktober 1994 19:00 (UTC+3) | Wedstrijdlink |       |        | Hrazdan, Jerevan Toeschouwers: 3.600 Scheidsrechter: Zbigniew Przesmycki (POL) |

|                               |                                    |               |             |                                                                                  |
| 12 oktober 1994 19:15 (UTC+1) | Denemarken                         | 3 – 1         | België      | Parken, Kopenhagen Toeschouwers: 40.075 Scheidsrechter: Pierluigi Pairetto (ITA) |
| 12 oktober 1994 19:15 (UTC+1) | Vilfort 35' Jensen 72' Strudal 86' | Wedstrijdlink | Degryse 31' | Parken, Kopenhagen Toeschouwers: 40.075 Scheidsrechter: Pierluigi Pairetto (ITA) |

|                               |           |               |                  |                                                                                 |
| 12 oktober 1994 19:00 (UTC+1) | Macedonië | 0 – 2         | Spanje           | Gradski Stadion, Skopje Toeschouwers: 21.000 Scheidsrechter: Gerd Grabher (AUT) |
| 12 oktober 1994 19:00 (UTC+1) |           | Wedstrijdlink | Salinas 16', 25' | Gradski Stadion, Skopje Toeschouwers: 21.000 Scheidsrechter: Gerd Grabher (AUT) |

|                                |              |               |               |                                                                                                   |
| 16 november 1994 20:15 (UTC+1) | België       | 1 – 1         | Macedonië     | Constant Vanden Stock Stadium, Brussel Toeschouwers: 5.839 Scheidsrechter: Sergei Khusainov (RUS) |
| 16 november 1994 20:15 (UTC+1) | Verheyen 31' | Wedstrijdlink | Boškovski 51' | Constant Vanden Stock Stadium, Brussel Toeschouwers: 5.839 Scheidsrechter: Sergei Khusainov (RUS) |

|                                |                             |               |         |                                                                                 |
| 16 november 1994 18:30 (UTC+2) | Cyprus                      | 2 – 0         | Armenië | Tsirionstadion, Limassol Toeschouwers: 3.254 Scheidsrechter: Gerald Ashby (ENG) |
| 16 november 1994 18:30 (UTC+2) | Sotiriou 7' Fasouliotis 87' | Wedstrijdlink |         | Tsirionstadion, Limassol Toeschouwers: 3.254 Scheidsrechter: Gerald Ashby (ENG) |

|                                |                                       |               |            |                                                                                                 |
| 16 november 1994 21:30 (UTC+1) | Spanje                                | 3 – 0         | Denemarken | Estadio Ramón Sánchez Pizjuán, Sevilla Toeschouwers: 26.428 Scheidsrechter: Jim McCluskey (SCO) |
| 16 november 1994 21:30 (UTC+1) | Nadal 41' Donato 56' Luis Enrique 87' | Wedstrijdlink |            | Estadio Ramón Sánchez Pizjuán, Sevilla Toeschouwers: 26.428 Scheidsrechter: Jim McCluskey (SCO) |

|                                |                           |               |        |                                                                                    |
| 17 december 1994 17:30 (UTC+1) | Macedonië                 | 3 – 0         | Cyprus | Gradski Stadion, Skopje Toeschouwers: 16.000 Scheidsrechter: Hartmut Strampe (GER) |
| 17 december 1994 17:30 (UTC+1) | B. Đurovski 14', 25', 90' | Wedstrijdlink |        | Gradski Stadion, Skopje Toeschouwers: 16.000 Scheidsrechter: Hartmut Strampe (GER) |

|                                |            |               |                                                    |                                                                                               |
| 17 december 1994 20:30 (UTC+1) | België     | 1 – 4         | Spanje                                             | Constant Vanden Stock Stadium, Brussel Toeschouwers: 15.074 Scheidsrechter: Ahmet Çakar (TUR) |
| 17 december 1994 20:30 (UTC+1) | Degryse 7' | Wedstrijdlink | Hierro 29' Donato 56' Salinas 68' Luis Enrique 90' | Constant Vanden Stock Stadium, Brussel Toeschouwers: 15.074 Scheidsrechter: Ahmet Çakar (TUR) |

|                             |              |               |             |                                                                                               |
| 29 maart 1995 21:30 (UTC+2) | Spanje       | 1 – 1         | België      | Estadio Ramón Sánchez Pizjuán, Sevilla Toeschouwers: 27.000 Scheidsrechter: Rémi Harrel (FRA) |
| 29 maart 1995 21:30 (UTC+2) | Guerrero 24' | Wedstrijdlink | Degryse 26' | Estadio Ramón Sánchez Pizjuán, Sevilla Toeschouwers: 27.000 Scheidsrechter: Rémi Harrel (FRA) |

|                             |                  |               |               |                                                                                   |
| 29 maart 1995 20:00 (UTC+3) | Cyprus           | 1 – 1         | Denemarken    | Tsirionstadion, Limassol Toeschouwers: 7.261 Scheidsrechter: Brendan Shorte (IRL) |
| 29 maart 1995 20:00 (UTC+3) | Agathokleous 45' | Wedstrijdlink | Schjønberg 2' | Tsirionstadion, Limassol Toeschouwers: 7.261 Scheidsrechter: Brendan Shorte (IRL) |

|                             |         |               |                             |                                                                              |
| 26 april 1995 17:30 (UTC+4) | Armenië | 0 – 2         | Spanje                      | Hrazdan, Jerevan Toeschouwers: 35.000 Scheidsrechter: Adrian Porumboiu (ROU) |
| 26 april 1995 17:30 (UTC+4) |         | Wedstrijdlink | Amavisca 49' Goikoetxea 63' | Hrazdan, Jerevan Toeschouwers: 35.000 Scheidsrechter: Adrian Porumboiu (ROU) |

|                             |                |               |           |                                                                            |
| 26 april 1995 19:15 (UTC+2) | Denemarken     | 1 – 0         | Macedonië | Parken, Kopenhagen Toeschouwers: 38.888 Scheidsrechter: Karol Ihring (SVK) |
| 26 april 1995 19:15 (UTC+2) | P. Nielsen 70' | Wedstrijdlink |           | Parken, Kopenhagen Toeschouwers: 38.888 Scheidsrechter: Karol Ihring (SVK) |

|                             |                              |               |        |                                                                                                 |
| 26 april 1995 20:15 (UTC+2) | België                       | 2 – 0         | Cyprus | Constant Vanden Stock Stadium, Brussel Toeschouwers: 17.703 Scheidsrechter: David Elleray (ENG) |
| 26 april 1995 20:15 (UTC+2) | Karagiannis 20' Schepens 47' | Wedstrijdlink |        | Constant Vanden Stock Stadium, Brussel Toeschouwers: 17.703 Scheidsrechter: David Elleray (ENG) |

|                           |                               |               |                           |                                                                               |
| 10 mei 1995 19:00 (UTC+4) | Armenië                       | 2 – 2         | Macedonië                 | Hrazdan, Jerevan Toeschouwers: 5.000 Scheidsrechter: Christer Fällström (ZWE) |
| 10 mei 1995 19:00 (UTC+4) | Grigoryan 23' Shahgeldyan 50' | Wedstrijdlink | Hristov 60' Markovski 69' | Hrazdan, Jerevan Toeschouwers: 5.000 Scheidsrechter: Christer Fällström (ZWE) |

|                           |                                                |               |        |                                                                             |
| 7 juni 1995 19:15 (UTC+2) | Denemarken                                     | 4 – 0         | Cyprus | Parken, Kopenhagen Toeschouwers: 40.199 Scheidsrechter: Werner Müller (SUI) |
| 7 juni 1995 19:15 (UTC+2) | Vilfort 45', 50' B. Laudrup 59' M. Laudrup 76' | Wedstrijdlink |        | Parken, Kopenhagen Toeschouwers: 40.199 Scheidsrechter: Werner Müller (SUI) |

|                           |                   |               |         |                                                                                              |
| 7 juni 1995 21:30 (UTC+2) | Spanje            | 1 – 0         | Armenië | Estadio Benito Villamarín, Sevilla Toeschouwers: 12.000 Scheidsrechter: Roger Philippi (LUX) |
| 7 juni 1995 21:30 (UTC+2) | Hierro 64' (pen.) | Wedstrijdlink |         | Estadio Benito Villamarín, Sevilla Toeschouwers: 12.000 Scheidsrechter: Roger Philippi (LUX) |

|                           |           |               |                                                   |                                                                                |
| 7 juni 1995 20:00 (UTC+2) | Macedonië | 0 – 5         | België                                            | Gradski Stadion, Skopje Toeschouwers: 532 Scheidsrechter: Ryszard Wójcik (POL) |
| 7 juni 1995 20:00 (UTC+2) |           | Wedstrijdlink | Grün 15' Scifo 18', 59' Schepens 27' Versavel 43' | Gradski Stadion, Skopje Toeschouwers: 532 Scheidsrechter: Ryszard Wójcik (POL) |

|                                |         |               |                               |                                                                            |
| 16 augustus 1995 19:00 (UTC+4) | Armenië | 0 – 2         | Denemarken                    | Hrazdan, Jerevan Toeschouwers: 22.000 Scheidsrechter: Georg Dardenne (GER) |
| 16 augustus 1995 19:00 (UTC+4) |         | Wedstrijdlink | M. Laudrup 33' A. Nielsen 46' | Hrazdan, Jerevan Toeschouwers: 22.000 Scheidsrechter: Georg Dardenne (GER) |

|                                |          |               |                                     |                                                                                        |
| 6 september 1995 20:15 (UTC+2) | België   | 1 – 3         | Denemarken                          | Koning Boudewijnstadion, Brussel Toeschouwers: 39.627 Scheidsrechter: Vadim Zhuk (BLR) |
| 6 september 1995 20:15 (UTC+2) | Grün 26' | Wedstrijdlink | M. Laudrup 20' Beck 21' Vilfort 85' | Koning Boudewijnstadion, Brussel Toeschouwers: 39.627 Scheidsrechter: Vadim Zhuk (BLR) |

|                                |              |               |                               |                                                                                  |
| 6 september 1995 20:00 (UTC+2) | Macedonië    | 1 – 2         | Armenië                       | Gradski Stadion, Skopje Toeschouwers: 0 Scheidsrechter: Vítor Melo Pereira (POR) |
| 6 september 1995 20:00 (UTC+2) | Micevski 10' | Wedstrijdlink | Grigoryan 61' Shahgeldyan 78' | Gradski Stadion, Skopje Toeschouwers: 0 Scheidsrechter: Vítor Melo Pereira (POR) |

|                                |                                                                 |               |        |                                                                                         |
| 6 september 1995 21:30 (UTC+2) | Spanje                                                          | 6 – 0         | Cyprus | Estadio Nuevo Los Cármenes, Granada Toeschouwers: 16.150 Scheidsrechter: Dick Jol (NED) |
| 6 september 1995 21:30 (UTC+2) | Guerrero 45' Alfonso 51' Pizzi 75', 79' Hierro 78' Caminero 83' | Wedstrijdlink |        | Estadio Nuevo Los Cármenes, Granada Toeschouwers: 16.150 Scheidsrechter: Dick Jol (NED) |

|                              |         |               |                |                                                                         |
| 7 oktober 1995 20:00 (UTC+4) | Armenië | 0 – 2         | België         | Hrazdan, Jerevan Toeschouwers: 8.000 Scheidsrechter: Mitko Mitrev (BUL) |
| 7 oktober 1995 20:00 (UTC+4) |         | Wedstrijdlink | Nilis 28', 39' | Hrazdan, Jerevan Toeschouwers: 8.000 Scheidsrechter: Mitko Mitrev (BUL) |

|                               |             |               |                   |                                                                             |
| 11 oktober 1995 19:15 (UTC+1) | Denemarken  | 1 – 1         | Spanje            | Parken, Kopenhagen Toeschouwers: 40.262 Scheidsrechter: Václav Krondl (CZE) |
| 11 oktober 1995 19:15 (UTC+1) | Vilfort 47' | Wedstrijdlink | Hierro 18' (pen.) | Parken, Kopenhagen Toeschouwers: 40.262 Scheidsrechter: Václav Krondl (CZE) |

|                               |                  |               |                   |                                                                                  |
| 11 oktober 1995 19:00 (UTC+2) | Cyprus           | 1 – 1         | Macedonië         | Tsirionstadion, Limassol Toeschouwers: 4.513 Scheidsrechter: Leslie Irvine (NIR) |
| 11 oktober 1995 19:00 (UTC+2) | Agathokleous 90' | Wedstrijdlink | B. Jovanovski 35' | Tsirionstadion, Limassol Toeschouwers: 4.513 Scheidsrechter: Leslie Irvine (NIR) |

|                                |                                   |               |           |                                                                                                |
| 15 november 1995 21:30 (UTC+1) | Spanje                            | 3 – 0         | Macedonië | Estadio Manuel Martínez Valero, Elx Toeschouwers: 21.350 Scheidsrechter: Edgar Steinborn (GER) |
| 15 november 1995 21:30 (UTC+1) | Kiko 8' Manjarin 73' Caminero 78' | Wedstrijdlink |           | Estadio Manuel Martínez Valero, Elx Toeschouwers: 21.350 Scheidsrechter: Edgar Steinborn (GER) |

|                                |                                        |               |               |                                                                                |
| 15 november 1995 19:15 (UTC+1) | Denemarken                             | 3 – 1         | Armenië       | Parken, Kopenhagen Toeschouwers: 40.208 Scheidsrechter: Gilles Veissière (FRA) |
| 15 november 1995 19:15 (UTC+1) | Schjønberg 19' Beck 33' M. Laudrup 58' | Wedstrijdlink | Petrosyan 46' | Parken, Kopenhagen Toeschouwers: 40.208 Scheidsrechter: Gilles Veissière (FRA) |

|                                |                  |               |              |                                                                                    |
| 15 november 1995 19:00 (UTC+2) | Cyprus           | 1 – 1         | België       | Tsirionstadion, Limassol Toeschouwers: 2.021 Scheidsrechter: Graziano Cesari (ITA) |
| 15 november 1995 19:00 (UTC+2) | Agathokleous 18' | Wedstrijdlink | De Bilde 66' | Tsirionstadion, Limassol Toeschouwers: 2.021 Scheidsrechter: Graziano Cesari (ITA) |

### Groep 3
Zweden was de grote favoriet in een niet zo sterke groep na de prima derde plaats in de Verenigde Staten. De trefzekere spitsen op dat WK Kenneth Anderson en Martin Dahlin gaven Zweden een 1-2-voorsprong in de uitwedstrijd tegen Zwitserland, maar in de slotfase stortte de anders zo degelijke ploeg in elkaar: 4-2. De volgende wedstrijd tegen Hongarije leverde een tragedie op ondanks de overwinning: sterspeler Tomas Brolin brak zijn been en zou nooit meer zijn oude niveau halen. Zonder Brolin verloor de ploeg van Turkije en Hongarije en met hem speelde Zweden met 1-1 gelijk tegen IJsland. Voor de beslissende fase van de kwalificatie was Zweden al kansloos.
Het falen van de Zweden gaven Zwitserland en Turkije de gelegenheid zich voor de eerste keer te plaatsen voor een EK. Zwitserland was al een paar jaar aardig bezig, maar de kwalificatie van Turkije was een grote verrassing na jaren slechte prestaties. Grote man in de kwalificatie was spits Hakan Şükür, de spits van Galatasaray, die in de kwalificatie zeven keer scoorde.
| Pos | Land        | Wed | Win | Gel | Ver | DV | DT | +/- | Pnt |
| --- | ----------- | --- | --- | --- | --- | -- | -- | --- | --- |
| 1   | Zwitserland | 8   | 5   | 2   | 1   | 15 | 7  | +8  | 17  |
| 2   | Turkije     | 8   | 4   | 3   | 1   | 16 | 8  | +8  | 15  |
| 3   | Zweden      | 8   | 2   | 3   | 3   | 9  | 10 | –1  | 9   |
| 4   | Hongarije   | 8   | 2   | 2   | 4   | 7  | 13 | –6  | 8   |
| 5   | IJsland     | 8   | 1   | 2   | 5   | 3  | 12 | –9  | 5   |

|                              |         |               |              |                                                                                       |
| 7 september 1994 20:00 (UTC) | IJsland | 0 – 1         | Zweden       | Laugardalsvöllur, Reykjavik Toeschouwers: 14.361 Scheidsrechter: Leslie Mottram (SCO) |
| 7 september 1994 20:00 (UTC) |         | Wedstrijdlink | Ingesson 36' | Laugardalsvöllur, Reykjavik Toeschouwers: 14.361 Scheidsrechter: Leslie Mottram (SCO) |

|                                |                       |               |                       |                                                                                               |
| 7 september 1994 20:00 (UTC+2) | Hongarije             | 2 – 2         | Turkije               | Ferenc Puskásstadion, Boedapest Toeschouwers: 20.000 Scheidsrechter: Pierluigi Pairetto (ITA) |
| 7 september 1994 20:00 (UTC+2) | Kiprich 4' Halmai 43' | Wedstrijdlink | Şükür 67' Korkmaz 72' | Ferenc Puskásstadion, Boedapest Toeschouwers: 20.000 Scheidsrechter: Pierluigi Pairetto (ITA) |

|                               |                                             |               |         |                                                                                            |
| 12 oktober 1994 20:00 (UTC+2) | Turkije                                     | 5 – 0         | IJsland | Ali Sami Yenstadion, Istanboel Toeschouwers: 11.280 Scheidsrechter: Nikolai Levnikov (RUS) |
| 12 oktober 1994 20:00 (UTC+2) | Sancakli 11', 26' Şükür 29', 61' Yalçin 66' | Wedstrijdlink |         | Ali Sami Yenstadion, Istanboel Toeschouwers: 11.280 Scheidsrechter: Nikolai Levnikov (RUS) |

|                               |                                                          |               |                           |                                                                         |
| 12 oktober 1994 20:00 (UTC+1) | Zwitserland                                              | 4 – 2         | Zweden                    | Wankdorf, Bern Toeschouwers: 24.000 Scheidsrechter: David Elleray (ENG) |
| 12 oktober 1994 20:00 (UTC+1) | Ohrel 36' Blomqvist 64' (e.d.) Sforza 80' Türkyilmaz 82' | Wedstrijdlink | K.Andersson 6' Dahlin 61' | Wankdorf, Bern Toeschouwers: 24.000 Scheidsrechter: David Elleray (ENG) |

|                                |                       |               |           |                                                                                     |
| 16 november 1994 19:00 (UTC+1) | Zweden                | 2 – 0         | Hongarije | Råsundastadion, Solna Toeschouwers: 27.571 Scheidsrechter: Mario van der Ende (NED) |
| 16 november 1994 19:00 (UTC+1) | Brolin 43' Dahlin 70' | Wedstrijdlink |           | Råsundastadion, Solna Toeschouwers: 27.571 Scheidsrechter: Mario van der Ende (NED) |

|                                |             |               |         |                                                                                                   |
| 16 november 1994 20:00 (UTC+1) | Zwitserland | 1 – 0         | IJsland | Stade Olympique de la Pontaise, Lausanne Toeschouwers: 15.800 Scheidsrechter: Patrick Kelly (IRL) |
| 16 november 1994 20:00 (UTC+1) | Bickel 44'  | Wedstrijdlink |         | Stade Olympique de la Pontaise, Lausanne Toeschouwers: 15.800 Scheidsrechter: Patrick Kelly (IRL) |

|                                |             |               |                      |                                                                                           |
| 14 december 1994 20:00 (UTC+2) | Turkije     | 1 – 2         | Zwitserland          | Ali Sami Yenstadion, Istanboel Toeschouwers: 22.516 Scheidsrechter: Ion Crăciunescu (ROU) |
| 14 december 1994 20:00 (UTC+2) | R.Çetin 39' | Wedstrijdlink | Koller 7' Bickel 16' | Ali Sami Yenstadion, Istanboel Toeschouwers: 22.516 Scheidsrechter: Ion Crăciunescu (ROU) |

|                             |                       |               |                 |                                                                                          |
| 29 maart 1995 20:15 (UTC+2) | Hongarije             | 2 – 2         | Zwitserland     | Ferenc Puskásstadion, Boedapest Toeschouwers: 13.000 Scheidsrechter: Alfred Wieser (AUT) |
| 29 maart 1995 20:15 (UTC+2) | Kiprich 50' Illés 72' | Wedstrijdlink | Subiat 74', 84' | Ferenc Puskásstadion, Boedapest Toeschouwers: 13.000 Scheidsrechter: Alfred Wieser (AUT) |

|                             |                     |               |                        |                                                                                            |
| 29 maart 1995 20:30 (UTC+3) | Turkije             | 2 – 1         | Zweden                 | BJK Inönüstadion, Istanboel Toeschouwers: 12.526 Scheidsrechter: Alfredo Trentalange (ITA) |
| 29 maart 1995 20:30 (UTC+3) | Aşik 64' Yalçin 75' | Wedstrijdlink | K.Andersson 23' (pen.) | BJK Inönüstadion, Istanboel Toeschouwers: 12.526 Scheidsrechter: Alfredo Trentalange (ITA) |

|                             |           |               |        | |
| 26 april 1995 20:05 (UTC+2) | Hongarije | 1 – 0         | Zweden | Ferenc Puskásstadion, Boedapest Toeschouwers: 8.300 Scheidsrechter: Antonio Jesús Lõpez Nieto (ESP) |
| 26 april 1995 20:05 (UTC+2) | Halmai 2' | Wedstrijdlink |        | Ferenc Puskásstadion, Boedapest Toeschouwers: 8.300 Scheidsrechter: Antonio Jesús Lõpez Nieto (ESP) |

|                             |              |               |                            |                                                                                   |
| 26 april 1995 20:00 (UTC+2) | Zwitserland  | 1 – 2         | Turkije                    | Wankdorf, Bern Toeschouwers: 24.000 Scheidsrechter: Frans van den Wijngaert (BEL) |
| 26 april 1995 20:00 (UTC+2) | Hottiger 38' | Wedstrijdlink | Şükür 17' Temizkanoğlu 56' | Wankdorf, Bern Toeschouwers: 24.000 Scheidsrechter: Frans van den Wijngaert (BEL) |

|                           |                   |               |                   |                                                                                |
| 1 juni 1995 19:00 (UTC+2) | Zweden            | 1 – 1         | IJsland           | Råsundastadion, Solna Toeschouwers: 25.676 Scheidsrechter: Atanas Uzunov (BUL) |
| 1 juni 1995 19:00 (UTC+2) | Brolin 16' (pen.) | Wedstrijdlink | A.Gunnlaugsson 3' | Råsundastadion, Solna Toeschouwers: 25.676 Scheidsrechter: Atanas Uzunov (BUL) |

|                          |                            |               |            |                                                                                  |
| 11 juni 1995 20:00 (UTC) | IJsland                    | 2 – 1         | Hongarije  | Laugardalsvöllur, Reykjavik Toeschouwers: 4.474 Scheidsrechter: Alain Sars (FRA) |
| 11 juni 1995 20:00 (UTC) | Bergsson 61' S.Jónsson 66' | Wedstrijdlink | Vincze 20' | Laugardalsvöllur, Reykjavik Toeschouwers: 4.474 Scheidsrechter: Alain Sars (FRA) |

|                              |         |               |                        |                                                                                      |
| 16 augustus 1995 21:00 (UTC) | IJsland | 0 – 2         | Zwitserland            | Laugardalsvöllur, Reykjavik Toeschouwers: 8.387 Scheidsrechter: Ryszard Wójcik (POL) |
| 16 augustus 1995 21:00 (UTC) |         | Wedstrijdlink | Knup 4' Türkyılmaz 18' | Laugardalsvöllur, Reykjavik Toeschouwers: 8.387 Scheidsrechter: Ryszard Wójcik (POL) |

|                                |               |       |             |                                                                             |
| 6 september 1995 19:00 (UTC+2) | Zweden        | 0 – 0 | Zwitserland | Ullevi, Göteborg Toeschouwers: 40.505 Scheidsrechter: Piero Ceccarini (ITA) |
| 6 september 1995 19:00 (UTC+2) | Wedstrijdlink |       |             | Ullevi, Göteborg Toeschouwers: 40.505 Scheidsrechter: Piero Ceccarini (ITA) |

|                                |               |               |           |                                                                                      |
| 6 september 1995 20:00 (UTC+3) | Turkije       | 2 – 0         | Hongarije | BJK Inönüstadion, Istanboel Toeschouwers: 25.358 Scheidsrechter: Václav Krondl (CZE) |
| 6 september 1995 20:00 (UTC+3) | Şükür 9', 31' | Wedstrijdlink |           | BJK Inönüstadion, Istanboel Toeschouwers: 25.358 Scheidsrechter: Václav Krondl (CZE) |

|                               |                                     |               |           |                                                                           |
| 11 oktober 1995 20:30 (UTC+1) | Zwitserland                         | 3 – 0         | Hongarije | Hardturm, Zurich Toeschouwers: 21.000 Scheidsrechter: Charles Agius (MLT) |
| 11 oktober 1995 20:30 (UTC+1) | Türkyilmaz 22' Sforza 56' Ohrel 90' | Wedstrijdlink |           | Hardturm, Zurich Toeschouwers: 21.000 Scheidsrechter: Charles Agius (MLT) |

|                             |               |       |         |                                                                                       |
| 11 oktober 1995 21:00 (UTC) | IJsland       | 0 – 0 | Turkije | Laugardalsvöllur, Reykjavik Toeschouwers: 2.308 Scheidsrechter: Hartmut Strampe (GER) |
| 11 oktober 1995 21:00 (UTC) | Wedstrijdlink |       |         | Laugardalsvöllur, Reykjavik Toeschouwers: 2.308 Scheidsrechter: Hartmut Strampe (GER) |

|                                |           |               |         |                                                                                             |
| 11 november 1995 17:00 (UTC+1) | Hongarije | 1 – 0         | IJsland | Illovszky Rudolfstadion, Boedapest Toeschouwers: 1.120 Scheidsrechter: Georgios Bikas (GRE) |
| 11 november 1995 17:00 (UTC+1) | Illés 56' | Wedstrijdlink |         | Illovszky Rudolfstadion, Boedapest Toeschouwers: 1.120 Scheidsrechter: Georgios Bikas (GRE) |

|                                |                                  |               |                      |                                                                                 |
| 15 november 1995 19:00 (UTC+1) | Zweden                           | 2 – 2         | Turkije              | Råsundastadion, Solna Toeschouwers: 16.238 Scheidsrechter: Ryszard Wójcik (POL) |
| 15 november 1995 19:00 (UTC+1) | Alexandersson 24' Pettersson 53' | Wedstrijdlink | Şükür 62' Sağlam 72' | Råsundastadion, Solna Toeschouwers: 16.238 Scheidsrechter: Ryszard Wójcik (POL) |

### Groep 4
Italië speelde in deze groep alleen maar tegen nieuwe landen, landen die vroeger deel uitmaakten van de Sovjet-Unie of Joegoslavië. Omdat in het verleden deze landen erg afhankelijk waren van de spelers uit Oekraïne of Kroatië had de UEFA de nieuwkomers bij de loting hoog ingeschat. Oekraïne had duidelijk een mindere lichting, begon de cyclus met een kansloze 0-2-thuisnederlaag tegen Litouwen en zou geen rol van betekenis meer spelen. Kroatië was een ander verhaal, de ploeg had een aantal sterren in huis zoals de kettingrokende middenvelder Robert Prosinečki (zowel bij Barcelona en Real Madrid geflopt), AC Milan-speler Zvonimir Boban en de topschutter Davor Šuker van FC Sevilla. Vooral Šuker maakte veel indruk met liefst twaalf doelpunten in tien wedstrijden. Voor het begin van het nieuwe voetbalseizoen had Kroatië al zes keer gewonnen in zeven wedstrijden en kon het de cyclus rustig uitspelen. Vooral de 1-2-overwinning in Palermo op Italië maakte veel indruk. Wanneer coach Miroslav Blaževic van deze unieke verzameling sterren een elftal kon maken, behoorde Kroatië tot de favorieten en kon het de droom van het oude Joegoslavië eindelijk waarmaken.
Dat Italië de finale haalde op het WK was maar aan één speler te danken: Roberto Baggio, die met sterke individuele acties indruk maakte. Baggio kwam echter geblesseerd terug uit de States en kwakkelde veel met blessures, vertrok daarna naar AC Milan, waar hij weinig succesvol was. Bovendien raakte hij in onmin van bondscoach Arrigo Sacchi,een relatie die al tijdens het WK onder druk stond. Italië begon de kwalificatie slecht met een 1-1 gelijkspel in Slovenië en een thuisnederlaag tegen de Kroaten. Door het gebrek aan tegenstand kwam kwalificatie niet echt in gevaar, ook al ging Sacchi voortaan verder zonder zijn vedette.
| Pos | Land     | Wed | Win | Gel | Ver | DV | DT | +/- | Pnt |
| --- | -------- | --- | --- | --- | --- | -- | -- | --- | --- |
| 1   | Kroatië  | 10  | 7   | 2   | 1   | 22 | 5  | +17 | 23  |
| 2   | Italië   | 10  | 7   | 2   | 1   | 20 | 6  | +14 | 23  |
| 3   | Litouwen | 10  | 5   | 1   | 4   | 13 | 12 | +1  | 16  |
| 4   | Oekraïne | 10  | 4   | 1   | 5   | 11 | 15 | –4  | 13  |
| 5   | Slovenië | 10  | 3   | 2   | 5   | 13 | 13 | 0   | 11  |
| 6   | Estland  | 10  | 0   | 0   | 10  | 3  | 31 | –28 | 0   |

|                                |         |               |                |                                                                                  |
| 4 september 1994 17:10 (UTC+3) | Estland | 0 – 2         | Kroatië        | Kadriorustadion, Tallinn Toeschouwers: 1.215 Scheidsrechter: Václav Krondl (CZE) |
| 4 september 1994 17:10 (UTC+3) |         | Wedstrijdlink | Šuker 44', 72' | Kadriorustadion, Tallinn Toeschouwers: 1.215 Scheidsrechter: Václav Krondl (CZE) |

|                                |            |               |                |                                                                                |
| 7 september 1994 20:15 (UTC+2) | Slovenië   | 1 – 1         | Italië         | Ljudski vrt, Maribor Toeschouwers: 5.200 Scheidsrechter: Bernd Heynemann (GER) |
| 7 september 1994 20:15 (UTC+2) | Udovič 16' | Wedstrijdlink | Costacurta 19' | Ljudski vrt, Maribor Toeschouwers: 5.200 Scheidsrechter: Bernd Heynemann (GER) |

|                                |          |               |                               |                                                                                 |
| 7 september 1994 19:00 (UTC+3) | Oekraïne | 0 – 2         | Litouwen                      | Republican Stadion, Kiev Toeschouwers: 25.000 Scheidsrechter: Bo Karlsson (ZWE) |
| 7 september 1994 19:00 (UTC+3) |          | Wedstrijdlink | Ivanauskas 53' Skarbalius 61' | Republican Stadion, Kiev Toeschouwers: 25.000 Scheidsrechter: Bo Karlsson (ZWE) |

|                              |         |               |                           |                                                                                  |
| 8 oktober 1994 20:00 (UTC+2) | Estland | 0 – 2         | Italië                    | Kadriorustadion, Tallinn Toeschouwers: 3.850 Scheidsrechter: Werner Müller (SUI) |
| 8 oktober 1994 20:00 (UTC+2) |         | Wedstrijdlink | Panucci 20' Casiraghi 77' | Kadriorustadion, Tallinn Toeschouwers: 3.850 Scheidsrechter: Werner Müller (SUI) |

|                              |                        |               |          |                                                                                  |
| 9 oktober 1994 17:30 (UTC+1) | Kroatië                | 2 – 0         | Litouwen | Stadion Maksimir, Zagreb Toeschouwers: 7.515 Scheidsrechter: Alfred Wieser (AUT) |
| 9 oktober 1994 17:30 (UTC+1) | Jerkan 58' Kozniku 81' | Wedstrijdlink |          | Stadion Maksimir, Zagreb Toeschouwers: 7.515 Scheidsrechter: Alfred Wieser (AUT) |

|                               |               |       |          |                                                                                  |
| 12 oktober 1994 19:00 (UTC+2) | Oekraïne      | 0 – 0 | Slovenië | Republican Stadion, Kiev Toeschouwers: 8.500 Scheidsrechter: Atanas Uzunov (BUL) |
| 12 oktober 1994 19:00 (UTC+2) | Wedstrijdlink |       |          | Republican Stadion, Kiev Toeschouwers: 8.500 Scheidsrechter: Atanas Uzunov (BUL) |

|                                |                                            |               |         |                                                                                    |
| 13 november 1994 17:00 (UTC+2) | Oekraïne                                   | 3 – 0         | Estland | Republican Stadion, Kiev Toeschouwers: 4.000 Scheidsrechter: Léon Schellings (BEL) |
| 13 november 1994 17:00 (UTC+2) | Konovalov 29' Kirs 44' (e.d.) Huseinov 72' | Wedstrijdlink |         | Republican Stadion, Kiev Toeschouwers: 4.000 Scheidsrechter: Léon Schellings (BEL) |

|                                |              |               |                |                                                                                        |
| 16 november 1994 20:30 (UTC+1) | Italië       | 1 – 2         | Kroatië        | Stadio Della Favorita, Palermo Toeschouwers: 33.570 Scheidsrechter: Joël Quiniou (FRA) |
| 16 november 1994 20:30 (UTC+1) | D.Baggio 90' | Wedstrijdlink | Šuker 32', 60' | Stadio Della Favorita, Palermo Toeschouwers: 33.570 Scheidsrechter: Joël Quiniou (FRA) |

|                                |             |               |                        |                                                                             |
| 16 november 1994 19:00 (UTC+1) | Slovenië    | 1 – 2         | Litouwen               | Ljudski vrt, Maribor Toeschouwers: 4.000 Scheidsrechter: Karol Ihring (SVK) |
| 16 november 1994 19:00 (UTC+1) | Zahovič 55' | Wedstrijdlink | Sukristov 64' Žuta 87' | Ljudski vrt, Maribor Toeschouwers: 4.000 Scheidsrechter: Karol Ihring (SVK) |

|                             |                                         |               |          |                                                                                       |
| 25 maart 1995 20:15 (UTC+1) | Kroatië                                 | 4 – 0         | Oekraïne | Stadion Maksimir, Zagreb Toeschouwers: 11.156 Scheidsrechter: Hans-Jürgen Weber (GER) |
| 25 maart 1995 20:15 (UTC+1) | Boban 13' Šuker 21', 79' Prosinečki 71' | Wedstrijdlink |          | Stadion Maksimir, Zagreb Toeschouwers: 11.156 Scheidsrechter: Hans-Jürgen Weber (GER) |

|                             |                                           |               |          |                                                                                  |
| 25 maart 1995 20:30 (UTC+1) | Italië                                    | 4 – 1         | Estland  | Arechistadion, Salerno Toeschouwers: 38.000 Scheidsrechter: Roger Philippi (LUX) |
| 25 maart 1995 20:30 (UTC+1) | Zola 45', 67' Albertini 59' Ravanelli 84' | Wedstrijdlink | Reim 71' | Arechistadion, Salerno Toeschouwers: 38.000 Scheidsrechter: Roger Philippi (LUX) |

|                             |               |       |         |                                                                                |
| 29 maart 1995 19:00 (UTC+3) | Litouwen      | 0 – 0 | Kroatië | Žalgirisstadion, Vilnius Toeschouwers: 9.500 Scheidsrechter: Keith Burge (WAL) |
| 29 maart 1995 19:00 (UTC+3) | Wedstrijdlink |       |         | Žalgirisstadion, Vilnius Toeschouwers: 9.500 Scheidsrechter: Keith Burge (WAL) |

|                             |          |               |                       |                                                                                 |
| 29 maart 1995 21:30 (UTC+3) | Oekraïne | 0 – 2         | Italië                | Republican Stadion, Kiev Toeschouwers: 22.000 Scheidsrechter: Sándor Puhl (HUN) |
| 29 maart 1995 21:30 (UTC+3) |          | Wedstrijdlink | Lombardo 12' Zola 38' | Republican Stadion, Kiev Toeschouwers: 22.000 Scheidsrechter: Sándor Puhl (HUN) |

|                             |                                 |               |         |                                                                                   |
| 29 maart 1995 20:00 (UTC+2) | Slovenië                        | 3 – 0         | Estland | Ljudski vrt, Maribor Toeschouwers: 1.850 Scheidsrechter: José Mendes Pratas (POR) |
| 29 maart 1995 20:00 (UTC+2) | Zahovič 40' Gliha 52' Kokol 90' | Wedstrijdlink |         | Ljudski vrt, Maribor Toeschouwers: 1.850 Scheidsrechter: José Mendes Pratas (POR) |

|                             |         |               |              |                                                                                 |
| 26 april 1995 18:00 (UTC+3) | Estland | 0 – 1         | Oekraïne     | Kadriorustadion, Tallinn Toeschouwers: 1.100 Scheidsrechter: Tore Hollung (NOR) |
| 26 april 1995 18:00 (UTC+3) |         | Wedstrijdlink | Huseinov 17' | Kadriorustadion, Tallinn Toeschouwers: 1.100 Scheidsrechter: Tore Hollung (NOR) |

|                             |          |               |          |                                                                                   |
| 26 april 1995 20:00 (UTC+3) | Litouwen | 0 – 1         | Italië   | Žalgirisstadion, Vilnius Toeschouwers: 15.000 Scheidsrechter: Jim McCluskey (SCO) |
| 26 april 1995 20:00 (UTC+3) |          | Wedstrijdlink | Zola 11' | Žalgirisstadion, Vilnius Toeschouwers: 15.000 Scheidsrechter: Jim McCluskey (SCO) |

|                             |                          |               |          |                                                                                 |
| 26 april 1995 20:15 (UTC+2) | Kroatië                  | 2 – 0         | Slovenië | Stadion Maksimir, Zagreb Toeschouwers: 14.059 Scheidsrechter: Oğuz Sarvan (TUR) |
| 26 april 1995 20:15 (UTC+2) | Prosinečki 17' Šuker 90' | Wedstrijdlink |          | Stadion Maksimir, Zagreb Toeschouwers: 14.059 Scheidsrechter: Oğuz Sarvan (TUR) |

|                           |                       |               |           |                                                                                  |
| 7 juni 1995 19:00 (UTC+3) | Litouwen              | 2 – 1         | Slovenië  | Žalgirisstadion, Vilnius Toeschouwers: 2.600 Scheidsrechter: László Vágner (HUN) |
| 7 juni 1995 19:00 (UTC+3) | Stonkus 47' Šuika 72' | Wedstrijdlink | Gliha 82' | Žalgirisstadion, Vilnius Toeschouwers: 2.600 Scheidsrechter: László Vágner (HUN) |

|                            |          |               |                            |                                                                                |
| 11 juni 1995 18:00 (UTC+3) | Estland  | 1 – 3         | Slovenië                   | Kadriorustadion, Tallinn Toeschouwers: 1.100 Scheidsrechter: Paul Durkin (ENG) |
| 11 juni 1995 18:00 (UTC+3) | Reim 27' | Wedstrijdlink | Novak 38', 69' Zahovič 79' | Kadriorustadion, Tallinn Toeschouwers: 1.100 Scheidsrechter: Paul Durkin (ENG) |

|                            |                  |               |         |                                                                                       |
| 11 juni 1995 19:00 (UTC+3) | Oekraïne         | 1 – 0         | Kroatië | Republican Stadion, Kiev Toeschouwers: 8.500 Scheidsrechter: Kurt Röthlisberger (SUI) |
| 11 juni 1995 19:00 (UTC+3) | Kalitvintsev 13' | Wedstrijdlink |         | Republican Stadion, Kiev Toeschouwers: 8.500 Scheidsrechter: Kurt Röthlisberger (SUI) |

|                                |         |               |                   |                                                                                      |
| 16 augustus 1995 17:00 (UTC+3) | Estland | 0 – 1         | Litouwen          | Kadriorustadion, Tallinn Toeschouwers: 1.750 Scheidsrechter: Karl-Erik Nilsson (ZWE) |
| 16 augustus 1995 17:00 (UTC+3) |         | Wedstrijdlink | Maciulevičius 48' | Kadriorustadion, Tallinn Toeschouwers: 1.750 Scheidsrechter: Karl-Erik Nilsson (ZWE) |

|                                |                                                                          |               |          |                                                                              |
| 3 september 1995 20:15 (UTC+2) | Kroatië                                                                  | 7 – 1         | Estland  | Stadion Maksimir, Zagreb Toeschouwers: 8.653 Scheidsrechter: Aron Huzu (ROU) |
| 3 september 1995 20:15 (UTC+2) | Mladenović 7' Šuker 19' (pen.), 58', 89' Bokšić 29' Boban 42' Štimac 56' | Wedstrijdlink | Reim 17' | Stadion Maksimir, Zagreb Toeschouwers: 8.653 Scheidsrechter: Aron Huzu (ROU) |

|                                |               |               |          |                                                                                 |
| 6 september 1995 20:30 (UTC+2) | Italië        | 1 – 0         | Slovenië | Stadio Friuli, Udine Toeschouwers: 18.532 Scheidsrechter: Ladislav Gadoši (SVK) |
| 6 september 1995 20:30 (UTC+2) | Ravanelli 13' | Wedstrijdlink |          | Stadio Friuli, Udine Toeschouwers: 18.532 Scheidsrechter: Ladislav Gadoši (SVK) |

|                                |                   |               |                             |                                                                                   |
| 6 september 1995 19:30 (UTC+3) | Litouwen          | 1 – 3         | Oekraïne                    | Žalgirisstadion, Vilnius Toeschouwers: 6.000 Scheidsrechter: Brendan Shorte (IRL) |
| 6 september 1995 19:30 (UTC+3) | Maciulevičius 17' | Wedstrijdlink | Huseinov 66', 70' Husyn 83' | Žalgirisstadion, Vilnius Toeschouwers: 6.000 Scheidsrechter: Brendan Shorte (IRL) |

|                              |                  |               |               |                                                                                |
| 8 oktober 1995 20:30 (UTC+1) | Kroatië          | 1 – 1         | Italië        | Poljudstadion, Split Toeschouwers: 35.000 Scheidsrechter: Jaap Uilenberg (NED) |
| 8 oktober 1995 20:30 (UTC+1) | Šuker 48' (pen.) | Wedstrijdlink | Albertini 29' | Poljudstadion, Split Toeschouwers: 35.000 Scheidsrechter: Jaap Uilenberg (NED) |

|                               |                                                           |               |         |                                                                                    |
| 11 oktober 1995 18:00 (UTC+2) | Litouwen                                                  | 5 – 0         | Estland | Žalgirisstadion, Vilnius Toeschouwers: 2.500 Scheidsrechter: Didier Pauchard (FRA) |
| 11 oktober 1995 18:00 (UTC+2) | Maciulevičius 8' Šuika 13', 39' Šlekys 44' Ivanauskas 61' | Wedstrijdlink |         | Žalgirisstadion, Vilnius Toeschouwers: 2.500 Scheidsrechter: Didier Pauchard (FRA) |

|                               |                             |               |                           |                                                                                  |
| 11 oktober 1995 18:00 (UTC+1) | Slovenië                    | 3 – 2         | Oekraïne                  | Bežigradstadion, Ljubljana Toeschouwers: 2.750 Scheidsrechter: Alain Hamer (LUX) |
| 11 oktober 1995 18:00 (UTC+1) | Udovič 50', 90' Zahovič 73' | Wedstrijdlink | Skrypnyk 24' Huseinov 44' | Bežigradstadion, Ljubljana Toeschouwers: 2.750 Scheidsrechter: Alain Hamer (LUX) |

|                                |                                |               |             |                                                                                       |
| 11 november 1995 20:30 (UTC+1) | Italië                         | 3 – 1         | Oekraïne    | Stadio San Nicola, Bari Toeschouwers: 43.999 Scheidsrechter: Serge Muhmenthaler (SUI) |
| 11 november 1995 20:30 (UTC+1) | Ravanelli 21', 49' Maldini 53' | Wedstrijdlink | Polunin 18' | Stadio San Nicola, Bari Toeschouwers: 43.999 Scheidsrechter: Serge Muhmenthaler (SUI) |

|                                |           |               |                               |                                                                                   |
| 15 november 1995 20:15 (UTC+1) | Slovenië  | 1 – 2         | Kroatië                       | Bežigradstadion, Ljubljana Toeschouwers: 6.800 Scheidsrechter: Guy Goëthals (BEL) |
| 15 november 1995 20:15 (UTC+1) | Gliha 36' | Wedstrijdlink | Šuker 40' (pen.) Jurčević 55' | Bežigradstadion, Ljubljana Toeschouwers: 6.800 Scheidsrechter: Guy Goëthals (BEL) |

|                                |                                  |               |          |                                                                                          |
| 15 november 1995 20:15 (UTC+1) | Italië                           | 4 – 0         | Litouwen | Stadio Giglio, Reggio Emilia Toeschouwers: 22.272 Scheidsrechter: Manuel Díaz Vega (ESP) |
| 15 november 1995 20:15 (UTC+1) | Del Piero 52' Zola 66', 80', 83' | Wedstrijdlink |          | Stadio Giglio, Reggio Emilia Toeschouwers: 22.272 Scheidsrechter: Manuel Díaz Vega (ESP) |

### Groep 5
Na het WK nam Oranje definitief afscheid van de lichting die in 1988 Europees Kampioen werd. Spelers als Wim Jonk en Dennis Bergkamp moesten nu meer verantwoordelijkheid nemen, terwijl reserve Danny Blind de nieuwe aanvoerder werd. Ondertussen timmerden een heleboel jonge spelers aan de weg bij Ajax, waar coach Louis van Gaal bezig was een Europees topteam op te bouwen. Nederland begon de cyclus niet overtuigend met twee gelijke spelen tegen de enige concurrenten: 1-1 in Noorwegen en 0-0 in Rotterdam tegen Tsjechië. Coach Dick Advocaat kreeg een lucratief aanbod om PSV Eindhoven te coachen en vertrok in december 1994. Onder zijn leiding debuteerden de Ajax-talenten Michael Reiziger, Patrick Kluivert en Clarence Seedorf.
Guus Hiddink volgde hem op en kreeg meteen met tegengas te maken, van Gaal verbood de Ajax-spelers te spelen in een vriendschappelijke interland tegen Portugal, omdat het duel niet paste in het drukke speelschema van de Amsterdammers. Zonder de Ajax-spelers stelde de wedstrijd niets voor en Nederland verloor met 0-1. De eerste belangrijke wedstrijd was in Praag tegen Tsjechië. Dennis Bergkamp zegde af vanwege een mysterieuze blessure. Hiddink verbaasde met de opstelling, Ajax-reserve Peter van Vossen speelde in de spits. Nadat heel Nederland had genoten van een waanzinnige show van Ajax in de halve finale van de Champions League tegen Bayern München maakte dit Nederlands elftal een lauwe indruk. Het kwam nog wel voor rust op voorsprong (Wim Jonk), maar werd na rust overlopen door de Tsjechen, waarbij spits Tomáš Skuhravý de verdediging voor problemen bezorgde en de 3-1-nederlaag was een feit.
Nederland moest nu in de achtervolging en kon zich geen fouten meer permitteren. Ook nu weer was Nederland in een juichstemming, nadat Ajax drie weken eerder de Champions League had gewonnen. Opnieuw meldde Dennis Bergkamp zich af, later bleek dat hij last van vliegangst had. Veel Ajacieden deden nu mee, al verbaasde Hiddink opnieuw met het opstellen van John van 't Schip, die al drie jaar niet was geselecteerd. In de wedstrijd tegen Wit-Rusland ging het echter opnieuw mis, Nederland kwam in de 27e minuut op achterstand na een doelpunt van Sergei Gerasimets dankzij een fout van de debuterende doelman Edwin van der Sar en de ramp leek compleet. Opluchting was er toen het bericht doorkwam dat Tsjechië volslagen onverwacht verloor van Luxemburg. Nederland leefde nog, maar kon zich geen fouten meer permitteren. Hiddink greep wel in na de wedstrijd, Wim Jonk werd niet meer geselecteerd na deze wedstrijd en Aron Winter kwam op de bank terecht. Na een 1-1 gelijkspel tussen Tsjechië en Noorwegen stond Noorwegen ruim bovenaan met 20 punten uit 8 wedstrijden, gevolgd door Tsjechië met 12 uit 7 en dan Nederland met 11 uit 7. Had Noorwegen deze wedstrijd gewonnen, dan was het al geplaatst voor het EK, maar een late gelijkmaker van Jan Suchopárek voorkwam een vervroegd volksfeest in Scandinavië. 
In de return verloor Noorwegen met 2-0 in Praag en opeens kwamen de Noren in de gevarenzone. Noorwegen kon zich nog kwalificeren, als Nederland niet zou winnen van Wit-Rusland. Nederland speelde opnieuw een bedroevende wedstrijd en de ramp leek compleet, toen Aron Winter uit het veld werd gestuurd. In de slotfase zorgde invaller Youri Mulder voor de broodnodige zege en Nederland leefde nog steeds. Na een 0-4 zege in Malta moest Nederland van Noorwegen winnen. In de eerste helft was Nederland veel sterker, maar wist niet te scoren. Vlak na rust brak Clarence Seedorf de ban, via een gelukje wist hij te scoren. Het tot dusver zoals vanouds negatieve Noorwegen ging nu met hoge ballen spelen en aanvallen, de verdediging raakte wat nerveus en Nederland kwam een aantal keren goed weg. In de slotfase maakte Nederland het af met doelpunten van opnieuw invaller Youri Mulder en Marc Overmars. Nederland eindigde op de tweede plaats in de groep en moest een extra barrage-wedstrijd spelen tegen Ierland. Tsjechië werd groepswinnaar met één punt voorsprong op Nederland en Noorwegen na een 3-0-overwinning op Luxemburg.
| Pos | Land        | Wed | Win | Gel | Ver | DV | DT | +/- | Pnt |
| --- | ----------- | --- | --- | --- | --- | -- | -- | --- | --- |
| 1   | Tsjechië    | 10  | 6   | 3   | 1   | 21 | 6  | +15 | 21  |
| 2   | Nederland   | 10  | 6   | 2   | 2   | 23 | 5  | +18 | 20  |
| 3   | Noorwegen   | 10  | 6   | 2   | 2   | 17 | 7  | +10 | 20  |
| 4   | Wit-Rusland | 10  | 3   | 2   | 5   | 8  | 13 | –5  | 11  |
| 5   | Luxemburg   | 10  | 3   | 1   | 6   | 3  | 21 | –18 | 10  |
| 6   | Malta       | 10  | 0   | 2   | 8   | 2  | 22 | –20 | 2   |

|                                |                                                            |               |             |                                                                          |
| 6 september 1994 16:30 (UTC+2) | Tsjechië                                                   | 6 – 1         | Malta       | Bazaly, Ostrava Toeschouwers: 10.226 Scheidsrechter: Loizos Loizou (CYP) |
| 6 september 1994 16:30 (UTC+2) | Šmejkal 5' (pen.) Kubík 32' Siegl 34', 60', 77' Berger 86' | Wedstrijdlink | Laferla 63' | Bazaly, Ostrava Toeschouwers: 10.226 Scheidsrechter: Loizos Loizou (CYP) |

|                                |           |               |                                     |                                                                                     |
| 7 september 1994 20:15 (UTC+2) | Luxemburg | 0 – 4         | Nederland                           | Stade Josy Barthel, Luxemburg Toeschouwers: 8.120 Scheidsrechter: Alan Snoddy (NIR) |
| 7 september 1994 20:15 (UTC+2) |           | Wedstrijdlink | Roy 23' R.de Boer 65', 67' Jonk 90' | Stade Josy Barthel, Luxemburg Toeschouwers: 8.120 Scheidsrechter: Alan Snoddy (NIR) |

|                                |             |               |             |                                                                               |
| 7 september 1994 20:00 (UTC+2) | Noorwegen   | 1 – 0         | Wit-Rusland | Ullevaalstadion, Oslo Toeschouwers: 16.739 Scheidsrechter: Guy Goethals (BEL) |
| 7 september 1994 20:00 (UTC+2) | Frigård 88' | Wedstrijdlink |             | Ullevaalstadion, Oslo Toeschouwers: 16.739 Scheidsrechter: Guy Goethals (BEL) |

|                               |               |       |          |                                                                                            |
| 12 oktober 1994 18:15 (UTC+1) | Malta         | 0 – 0 | Tsjechië | Ta' Qalistadion, Ta' Qali Toeschouwers: 3.088 Scheidsrechter: Jorge Monteiro Coroado (POR) |
| 12 oktober 1994 18:15 (UTC+1) | Wedstrijdlink |       |          | Ta' Qalistadion, Ta' Qali Toeschouwers: 3.088 Scheidsrechter: Jorge Monteiro Coroado (POR) |

|                               |                   |               |           |                                                                                |
| 12 oktober 1994 19:45 (UTC+1) | Noorwegen         | 1 – 1         | Nederland | Ullevaalstadion, Oslo Toeschouwers: 22.293 Scheidsrechter: Jim McCluskey (SCO) |
| 12 oktober 1994 19:45 (UTC+1) | Rekdal 52' (pen.) | Wedstrijdlink | Roy 22'   | Ullevaalstadion, Oslo Toeschouwers: 22.293 Scheidsrechter: Jim McCluskey (SCO) |

|                               |                                 |               |           |                                                                                 |
| 12 oktober 1994 20:00 (UTC+2) | Wit-Rusland                     | 2 – 0         | Luxemburg | Dinamostadion, Minsk Toeschouwers: 6.549 Scheidsrechter: Richard O'Hanlon (IRL) |
| 12 oktober 1994 20:00 (UTC+2) | Romashchenko 68' Gerasimets 76' | Wedstrijdlink |           | Dinamostadion, Minsk Toeschouwers: 6.549 Scheidsrechter: Richard O'Hanlon (IRL) |

|                                |             |               |                                                        |                                                                            |
| 16 november 1994 19:00 (UTC+2) | Wit-Rusland | 0 – 4         | Noorwegen                                              | Dinamostadion, Minsk Toeschouwers: 5.711 Scheidsrechter: Lube Spasov (BUL) |
| 16 november 1994 19:00 (UTC+2) |             | Wedstrijdlink | Berg 34' Leonhardsen 39' Bohinen 52' Rekdal 83' (pen.) | Dinamostadion, Minsk Toeschouwers: 5.711 Scheidsrechter: Lube Spasov (BUL) |

|                                |               |       |          |                                                                           |
| 16 november 1994 20:15 (UTC+1) | Nederland     | 0 – 0 | Tsjechië | De Kuip, Rotterdam Toeschouwers: 43.450 Scheidsrechter: Sándor Puhl (HUN) |
| 16 november 1994 20:15 (UTC+1) | Wedstrijdlink |       |          | De Kuip, Rotterdam Toeschouwers: 43.450 Scheidsrechter: Sándor Puhl (HUN) |

|                                |                                                      |               |           |                                                                             |
| 14 december 1994 20:15 (UTC+1) | Nederland                                            | 5 – 0         | Luxemburg | De Kuip, Rotterdam Toeschouwers: 26.000 Scheidsrechter: Daniel Roduit (SUI) |
| 14 december 1994 20:15 (UTC+1) | Mulder 7' Roy 17' Jonk 40' R.de Boer 52' Seedorf 90' | Wedstrijdlink |           | De Kuip, Rotterdam Toeschouwers: 26.000 Scheidsrechter: Daniel Roduit (SUI) |

|                                |       |               |              |                                                                                    |
| 14 december 1994 19:15 (UTC+1) | Malta | 0 – 1         | Noorwegen    | Ta' Qalistadion, Ta' Qali Toeschouwers: 5.717 Scheidsrechter: Gianni Beschin (ITA) |
| 14 december 1994 19:15 (UTC+1) |       | Wedstrijdlink | Fjørtoft 10' | Ta' Qalistadion, Ta' Qali Toeschouwers: 5.717 Scheidsrechter: Gianni Beschin (ITA) |

|                                |       |               |             |                                                                                  |
| 22 februari 1995 19:15 (UTC+1) | Malta | 0 – 1         | Luxemburg   | Ta' Qalistadion, Ta' Qali Toeschouwers: 7.327 Scheidsrechter: Mateo Beusan (CRO) |
| 22 februari 1995 19:15 (UTC+1) |       | Wedstrijdlink | Cardoni 55' | Ta' Qalistadion, Ta' Qali Toeschouwers: 7.327 Scheidsrechter: Mateo Beusan (CRO) |

|                             |           |               |                          |                                                                                          |
| 29 maart 1995 20:00 (UTC+2) | Luxemburg | 0 – 2         | Noorwegen                | Stade Josy Barthel, Luxemburg Toeschouwers: 3.031 Scheidsrechter: Nikolai Levnikov (RUS) |
| 29 maart 1995 20:00 (UTC+2) |           | Wedstrijdlink | Leonhardsen 35' Aase 77' | Stade Josy Barthel, Luxemburg Toeschouwers: 3.031 Scheidsrechter: Nikolai Levnikov (RUS) |

|                             |                                                         |               |       |                                                                                  |
| 29 maart 1995 20:15 (UTC+2) | Nederland                                               | 4 – 0         | Malta | De Kuip, Rotterdam Toeschouwers: 30.288 Scheidsrechter: Gylfi Thór Orrason (ISL) |
| 29 maart 1995 20:15 (UTC+2) | Seedorf 38' Bergkamp 77' (pen.) Winter 79' Kluivert 84' | Wedstrijdlink |       | De Kuip, Rotterdam Toeschouwers: 30.288 Scheidsrechter: Gylfi Thór Orrason (ISL) |

|                             |                                    |               |                                      |                                                                            |
| 29 maart 1995 16:30 (UTC+2) | Tsjechië                           | 4 – 2         | Wit-Rusland                          | Bazaly, Ostrava Toeschouwers: 5.549 Scheidsrechter: Gilles Veissière (FRA) |
| 29 maart 1995 16:30 (UTC+2) | Kadlec 5' Berger 17', 62' Kuka 68' | Wedstrijdlink | Gerasimets 45' (pen.) Gurinovich 88' | Bazaly, Ostrava Toeschouwers: 5.549 Scheidsrechter: Gilles Veissière (FRA) |

|                             |             |               |              |                                                                                |
| 26 april 1995 19:00 (UTC+3) | Wit-Rusland | 1 – 1         | Malta        | Dinamostadion, Minsk Toeschouwers: 6.915 Scheidsrechter: Ladislav Gadoši (SVK) |
| 26 april 1995 19:00 (UTC+3) | Taykov 57'  | Wedstrijdlink | Carabott 71' | Dinamostadion, Minsk Toeschouwers: 6.915 Scheidsrechter: Ladislav Gadoši (SVK) |

|                             |                                     |               |           |                                                                              |
| 26 april 1995 20:15 (UTC+2) | Tsjechië                            | 3 – 1         | Nederland | Stadion Letná, Praag Toeschouwers: 17.463 Scheidsrechter: Hellmut Krug (GER) |
| 26 april 1995 20:15 (UTC+2) | Skuhravý 49' Němeček 57' Berger 62' | Wedstrijdlink | Jonk 7'   | Stadion Letná, Praag Toeschouwers: 17.463 Scheidsrechter: Hellmut Krug (GER) |

|                             |                                                             |               |           |                                                                             |
| 26 april 1995 20:00 (UTC+2) | Noorwegen                                                   | 5 – 0         | Luxemburg | Ullevaalstadion, Oslo Toeschouwers: 15.124 Scheidsrechter: John Ferry (NIR) |
| 26 april 1995 20:00 (UTC+2) | Jakobsen 11' Fjørtoft 12' Brattbakk 24' Berg 46' Rekdal 52' | Wedstrijdlink |           | Ullevaalstadion, Oslo Toeschouwers: 15.124 Scheidsrechter: John Ferry (NIR) |

|                           |             |               |          |                                                                                     |
| 7 juni 1995 20:00 (UTC+2) | Luxemburg   | 1 – 0         | Tsjechië | Stade Josy Barthel, Luxemburg Toeschouwers: 1.030 Scheidsrechter: John Ashman (WAL) |
| 7 juni 1995 20:00 (UTC+2) | Hellers 89' | Wedstrijdlink |          | Stade Josy Barthel, Luxemburg Toeschouwers: 1.030 Scheidsrechter: John Ashman (WAL) |

|                           |                      |               |       |                                                                                      |
| 7 juni 1995 19:45 (UTC+2) | Noorwegen            | 2 – 0         | Malta | Ullevaalstadion, Oslo Toeschouwers: 15.180 Scheidsrechter: Zbigniew Przesmycki (POL) |
| 7 juni 1995 19:45 (UTC+2) | Fjørtoft 43' Flo 88' | Wedstrijdlink |       | Ullevaalstadion, Oslo Toeschouwers: 15.180 Scheidsrechter: Zbigniew Przesmycki (POL) |

|                           |                |               |           |                                                                                  |
| 7 juni 1995 20:00 (UTC+3) | Wit-Rusland    | 1 – 0         | Nederland | Dinamostadion, Minsk Toeschouwers: 28.000 Scheidsrechter: Adrian Porumboiu (ROU) |
| 7 juni 1995 20:00 (UTC+3) | Gerasimets 27' | Wedstrijdlink |           | Dinamostadion, Minsk Toeschouwers: 28.000 Scheidsrechter: Adrian Porumboiu (ROU) |

|                                |           |               |                |                                                                                   |
| 16 augustus 1995 20:15 (UTC+2) | Noorwegen | 1 – 1         | Tsjechië       | Ullevaalstadion, Oslo Toeschouwers: 22.054 Scheidsrechter: Sergei Khusainov (RUS) |
| 16 augustus 1995 20:15 (UTC+2) | Berg 27'  | Wedstrijdlink | Suchopárek 85' | Ullevaalstadion, Oslo Toeschouwers: 22.054 Scheidsrechter: Sergei Khusainov (RUS) |

|                                |                               |               |           |                                                                                    |
| 6 september 1995 20:15 (UTC+2) | Tsjechië                      | 2 – 0         | Noorwegen | Stadion Letná, Praag Toeschouwers: 19.522 Scheidsrechter: Kurt Röthlisberger (SUI) |
| 6 september 1995 20:15 (UTC+2) | Skuhravý 6' (pen.) Drulák 87' | Wedstrijdlink |           | Stadion Letná, Praag Toeschouwers: 19.522 Scheidsrechter: Kurt Röthlisberger (SUI) |

|                                |            |               |             |                                                                               |
| 6 september 1995 20:15 (UTC+2) | Nederland  | 1 – 0         | Wit-Rusland | De Kuip, Rotterdam Toeschouwers: 18.830 Scheidsrechter: Robert Sedlacek (AUT) |
| 6 september 1995 20:15 (UTC+2) | Mulder 83' | Wedstrijdlink |             | De Kuip, Rotterdam Toeschouwers: 18.830 Scheidsrechter: Robert Sedlacek (AUT) |

|                                |           |               |       |                                                                                            |
| 6 september 1995 20:00 (UTC+2) | Luxemburg | 1 – 0         | Malta | Stade Josy Barthel, Luxemburg Toeschouwers: 4.809 Scheidsrechter: Algirdas Dubinskas (LTU) |
| 6 september 1995 20:00 (UTC+2) | Holtz 44' | Wedstrijdlink |       | Stade Josy Barthel, Luxemburg Toeschouwers: 4.809 Scheidsrechter: Algirdas Dubinskas (LTU) |

|                              |             |               |                       |                                                                             |
| 7 oktober 1995 18:00 (UTC+2) | Wit-Rusland | 0 – 2         | Tsjechië              | Dinamostadion, Minsk Toeschouwers: 9.500 Scheidsrechter: Anders Frisk (ZWE) |
| 7 oktober 1995 18:00 (UTC+2) |             | Wedstrijdlink | Frýdek 25' Berger 84' | Dinamostadion, Minsk Toeschouwers: 9.500 Scheidsrechter: Anders Frisk (ZWE) |

|                               |       |               |                                    |                                                                                         |
| 11 oktober 1995 20:00 (UTC+1) | Malta | 0 – 4         | Nederland                          | Ta' Qalistadion, Ta' Qali Toeschouwers: 10.502 Scheidsrechter: Kim Milton Nielsen (DEN) |
| 11 oktober 1995 20:00 (UTC+1) |       | Wedstrijdlink | Overmars 52', 61', 66' Seedorf 82' | Ta' Qalistadion, Ta' Qali Toeschouwers: 10.502 Scheidsrechter: Kim Milton Nielsen (DEN) |

|                               |               |       |             |                                                                                     |
| 11 oktober 1995 20:00 (UTC+1) | Luxemburg     | 0 – 0 | Wit-Rusland | Stade Josy Barthel, Luxemburg Toeschouwers: 4.272 Scheidsrechter: Paul Durkin (ENG) |
| 11 oktober 1995 20:00 (UTC+1) | Wedstrijdlink |       |             | Stade Josy Barthel, Luxemburg Toeschouwers: 4.272 Scheidsrechter: Paul Durkin (ENG) |

|                                |       |               |                     |                                                                                 |
| 12 november 1995 15:00 (UTC+1) | Malta | 0 – 2         | Wit-Rusland         | Ta' Qalistadion, Ta' Qali Toeschouwers: 3.025 Scheidsrechter: Tokat Metin (TUR) |
| 12 november 1995 15:00 (UTC+1) |       | Wedstrijdlink | Gerasimets 79', 83' | Ta' Qalistadion, Ta' Qali Toeschouwers: 3.025 Scheidsrechter: Tokat Metin (TUR) |

|                                |                            |               |           |                                                                               |
| 15 november 1995 20:05 (UTC+1) | Tsjechië                   | 3 – 0         | Luxemburg | Stadion Letná, Praag Toeschouwers: 20.239 Scheidsrechter: Alfred Wieser (AUT) |
| 15 november 1995 20:05 (UTC+1) | Drulák 37', 46' Berger 57' | Wedstrijdlink |           | Stadion Letná, Praag Toeschouwers: 20.239 Scheidsrechter: Alfred Wieser (AUT) |

|                                |                                     |               |           |                                                                                |
| 15 november 1995 20:05 (UTC+1) | Nederland                           | 3 – 0         | Noorwegen | De Kuip, Rotterdam Toeschouwers: 42.325 Scheidsrechter: Dermot Gallagher (ENG) |
| 15 november 1995 20:05 (UTC+1) | Seedorf 47' Mulder 88' Overmars 89' | Wedstrijdlink |           | De Kuip, Rotterdam Toeschouwers: 42.325 Scheidsrechter: Dermot Gallagher (ENG) |

### Groep 6
Portugal had zich al tien jaar niet meer geplaatst voor een internationaal toernooi, maar nu rook men kansen met een gouden lichting, die in 1989 en 1991 wereldkampioen bij de jeugd werd. Belangrijkste exponenten waren vleugelspeler Luís Figo en middenvelder Rui Costa. In een zwakke groep moest het een keer goed komen en Portugal plaatste zich met maar één nederlaag, tegen Ierland dankzij een blunder van doelman Vitor Baía. Op dat moment pakte het verouderde Ierland onder leiding van nog steeds Jack Charlton de koppositie met 13 punten uit vijf wedstrijden. Net als eerder tegen Roemenië, Spanje en Italië versloeg men een meer getalenteerdere ploeg dankzij enthousiasme en inzet. Daarna ging het mis, men kwam niet verder dan 0-0 tegen het nietige Liechtenstein en verloor tweemaal achter elkaar van Oostenrijk, waarbij Toni Polster in de thuiswedstrijd alle doelpunten maakte.
Voor de laatste speeldag had Ierland één punt voorsprong op Oostenrijk en drie op Noord-Ierland, Oostenrijk had het beste doelsaldo. Zowel Oostenrijk als Noord-Ierland hadden kostbare punten laten liggen door te verliezen van Letland. Noord-Ierland en Oostenrijk speelden tegen elkaar in Belfast, terwijl Ierland op bezoek ging bij het geplaatste Portugal, de wedstrijd in Belfast was een paar uur eerder. Noord-Ierland begreep beter dan Oostenrijk, dat dit hun laatste kans was en kwamen drie keer met drie doelpunten verschil voor, maar uiteindelijk bleef het bij 5-3. Ierland had nu genoeg aan een 3-0-nederlaag om tweede te worden, hetgeen ook gebeurde. Opnieuw werd echt pijnlijk duidelijk, dat de vechtmachine van Charlton aan slijtage onderhevig was. Er wachtte nog een extra play-off wedstrijd tegen Nederland om zich alsnog te kwalificeren.
| Pos | Land          | Wed | Win | Gel | Ver | DV | DT | +/- | Pnt |
| --- | ------------- | --- | --- | --- | --- | -- | -- | --- | --- |
| 1   | Portugal      | 10  | 7   | 2   | 1   | 29 | 7  | +22 | 23  |
| 2   | Ierland       | 10  | 5   | 2   | 3   | 17 | 11 | +6  | 17  |
| 3   | Noord-Ierland | 10  | 5   | 2   | 3   | 20 | 15 | +5  | 17  |
| 4   | Oostenrijk    | 10  | 5   | 1   | 4   | 29 | 14 | +15 | 16  |
| 5   | Letland       | 10  | 4   | 0   | 6   | 11 | 20 | –9  | 12  |
| 6   | Liechtenstein | 10  | 0   | 1   | 9   | 1  | 40 | –39 | 1   |

|                             |                                   |               |               |                                                                               |
| 20 april 1994 20:00 (UTC+1) | Noord-Ierland                     | 4 – 1         | Liechtenstein | Windsor Park, Belfast Toeschouwers: 7.150 Scheidsrechter: Roelof Luinge (NED) |
| 20 april 1994 20:00 (UTC+1) | Quinn 5', 34' Lomas 25' Dowie 48' | Wedstrijdlink | Hasler 84'    | Windsor Park, Belfast Toeschouwers: 7.150 Scheidsrechter: Roelof Luinge (NED) |

|                                |         |               |                                       |                                                                             |
| 7 september 1994 20:00 (UTC+3) | Letland | 0 – 3         | Ierland                               | Daugavastadion, Riga Toeschouwers: 3.226 Scheidsrechter: Anders Frisk (ZWE) |
| 7 september 1994 20:00 (UTC+3) |         | Wedstrijdlink | Aldridge 16', 75' (pen.) Sheridan 29' | Daugavastadion, Riga Toeschouwers: 3.226 Scheidsrechter: Anders Frisk (ZWE) |

|                                |               |               |                                  |                                                                                          |
| 7 september 1994 17:00 (UTC+2) | Liechtenstein | 0 – 4         | Oostenrijk                       | Sportpark Eschen/Mauren, Eschen Toeschouwers: 5.800 Scheidsrechter: Wieland Ziller (GER) |
| 7 september 1994 17:00 (UTC+2) |               | Wedstrijdlink | Polster 18', 45', 78' Aigner 22' | Sportpark Eschen/Mauren, Eschen Toeschouwers: 5.800 Scheidsrechter: Wieland Ziller (GER) |

|                                |                  |               |                           |                                                                               |
| 7 september 1994 20:00 (UTC+1) | Noord-Ierland    | 1 – 2         | Portugal                  | Windsor Park, Belfast Toeschouwers: 6.301 Scheidsrechter: Rune Pedersen (NOR) |
| 7 september 1994 20:00 (UTC+1) | Quinn 58' (pen.) | Wedstrijdlink | Rui Costa 8' Domingos 81' | Windsor Park, Belfast Toeschouwers: 6.301 Scheidsrechter: Rune Pedersen (NOR) |

|                              |               |               |                                     |                                                                             |
| 9 oktober 1994 19:00 (UTC+2) | Letland       | 1 – 3         | Portugal                            | Daugavastadion, Riga Toeschouwers: 5.400 Scheidsrechter: Eric Blareau (BEL) |
| 9 oktober 1994 19:00 (UTC+2) | Miļevskis 87' | Wedstrijdlink | João Manuel Pinto 31', 69' Figo 70' | Daugavastadion, Riga Toeschouwers: 5.400 Scheidsrechter: Eric Blareau (BEL) |

|                               |                    |               |                       |                                                                                                  |
| 12 oktober 1994 19:35 (UTC+1) | Oostenrijk         | 1 – 2         | Noord-Ierland         | Ernst Happel Stadion, Wenen Toeschouwers: 19.742 Scheidsrechter: Antonio Jesús Lõpez Nieto (ESP) |
| 12 oktober 1994 19:35 (UTC+1) | Polster 24' (pen.) | Wedstrijdlink | Gillespie 3' Gray 36' | Ernst Happel Stadion, Wenen Toeschouwers: 19.742 Scheidsrechter: Antonio Jesús Lõpez Nieto (ESP) |

|                               |                             |               |               |                                                                                  |
| 12 oktober 1994 20:30 (UTC+1) | Ierland                     | 4 – 0         | Liechtenstein | Lansdowne Road, Dublin Toeschouwers: 32.980 Scheidsrechter: Bragi Bergmann (ISL) |
| 12 oktober 1994 20:30 (UTC+1) | Coyne 2', 4' Quinn 30', 82' | Wedstrijdlink |               | Lansdowne Road, Dublin Toeschouwers: 32.980 Scheidsrechter: Bragi Bergmann (ISL) |

|                                |          |               |            |                                                                                     |
| 13 november 1994 18:00 (UTC+1) | Portugal | 1 – 0         | Oostenrijk | Estádio da Luz, Lissabon Toeschouwers: 22.273 Scheidsrechter: Peter Mikkelsen (DEN) |
| 13 november 1994 18:00 (UTC+1) | Figo 37' | Wedstrijdlink |            | Estádio da Luz, Lissabon Toeschouwers: 22.273 Scheidsrechter: Peter Mikkelsen (DEN) |

|                                |               |               |              |                                                                                        |
| 15 november 1994 14:00 (UTC+1) | Liechtenstein | 0 – 1         | Letland      | Sportpark Eschen/Mauren, Eschen Toeschouwers: 1.300 Scheidsrechter: Piotr Werner (POL) |
| 15 november 1994 14:00 (UTC+1) |               | Wedstrijdlink | Babičevs 14' | Sportpark Eschen/Mauren, Eschen Toeschouwers: 1.300 Scheidsrechter: Piotr Werner (POL) |

|                              |               |               |                                                 |                                                                                     |
| 16 november 1994 20:00 (UTC) | Noord-Ierland | 0 – 4         | Ierland                                         | Windsor Park, Belfast Toeschouwers: 10.336 Scheidsrechter: Serge Muhmenthaler (SUI) |
| 16 november 1994 20:00 (UTC) |               | Wedstrijdlink | Aldridge 6' Keane 11' Sheridan 38' Townsend 54' | Windsor Park, Belfast Toeschouwers: 10.336 Scheidsrechter: Serge Muhmenthaler (SUI) |

|                                |                                                                                        |               |               |                                                                                   |
| 18 december 1994 18:00 (UTC+1) | Portugal                                                                               | 8 – 0         | Liechtenstein | Estádio da Luz, Lissabon Toeschouwers: 22.800 Scheidsrechter: Lubomír Puček (CZE) |
| 18 december 1994 18:00 (UTC+1) | Domingos 2', 11' Oceano 45' João Domingos Pinto 56' Couto 72' Folha 74' Alves 75', 79' | Wedstrijdlink |               | Estádio da Luz, Lissabon Toeschouwers: 22.800 Scheidsrechter: Lubomír Puček (CZE) |

|                             |           |               |               |                                                                                      |
| 29 maart 1995 14:30 (UTC+1) | Ierland   | 1 – 1         | Noord-Ierland | Lansdowne Road, Dublin Toeschouwers: 32.200 Scheidsrechter: Mario van der Ende (NED) |
| 29 maart 1995 14:30 (UTC+1) | Quinn 47' | Wedstrijdlink | Dowie 72'     | Lansdowne Road, Dublin Toeschouwers: 32.200 Scheidsrechter: Mario van der Ende (NED) |

|                             |                                                             |               |         |                                                                                |
| 29 maart 1995 18:25 (UTC+2) | Oostenrijk                                                  | 5 – 0         | Letland | Lehenstadion, Salzburg Toeschouwers: 5.262 Scheidsrechter: Charles Agius (MLT) |
| 29 maart 1995 18:25 (UTC+2) | Herzog 17', 59' Pfeifenberger 40' Polster 71' (pen.), 90+1' | Wedstrijdlink |         | Lehenstadion, Salzburg Toeschouwers: 5.262 Scheidsrechter: Charles Agius (MLT) |

|                             |         |               |                  |                                                                             |
| 26 april 1995 19:00 (UTC+3) | Letland | 0 – 1         | Noord-Ierland    | Daugavastadion, Riga Toeschouwers: 1.560 Scheidsrechter: Finn Lambeck (DEN) |
| 26 april 1995 19:00 (UTC+3) |         | Wedstrijdlink | Dowie 70' (pen.) | Daugavastadion, Riga Toeschouwers: 1.560 Scheidsrechter: Finn Lambeck (DEN) |

|                             |                                                                           |               |               |                                                                                    |
| 26 april 1995 18:25 (UTC+2) | Oostenrijk                                                                | 7 – 0         | Liechtenstein | Lehenstadion, Salzburg Toeschouwers: 5.700 Scheidsrechter: Vasiliy Melnichuk (UKR) |
| 26 april 1995 18:25 (UTC+2) | Kühbauer 7' Polster 10', 54' (pen.) Sabitzer 80' Pürk 84' Hütter 87', 89' | Wedstrijdlink |               | Lehenstadion, Salzburg Toeschouwers: 5.700 Scheidsrechter: Vasiliy Melnichuk (UKR) |

|                             |                       |               |          |                                                                                      |
| 26 april 1995 19:30 (UTC+1) | Ierland               | 1 – 0         | Portugal | Lansdowne Road, Dublin Toeschouwers: 33.500 Scheidsrechter: Christer Fällström (ZWE) |
| 26 april 1995 19:30 (UTC+1) | Vítor Baía 44' (e.d.) | Wedstrijdlink |          | Lansdowne Road, Dublin Toeschouwers: 33.500 Scheidsrechter: Christer Fällström (ZWE) |

|                           |                                     |               |                 |                                                                                    |
| 3 juni 1995 22:00 (UTC+2) | Portugal                            | 3 – 2         | Letland         | Estádio das Antas, Porto Toeschouwers: 26.619 Scheidsrechter: Zoran Petrović (YUG) |
| 3 juni 1995 22:00 (UTC+2) | Figo 5' Secretário 19' Domingos 20' | Wedstrijdlink | Rimkus 51', 85' | Estádio das Antas, Porto Toeschouwers: 26.619 Scheidsrechter: Zoran Petrović (YUG) |

|                           |               |       |         |                                                                                         |
| 3 juni 1995 18:00 (UTC+2) | Liechtenstein | 0 – 0 | Ierland | Sportpark Eschen/Mauren, Eschen Toeschouwers: 4.500 Scheidsrechter: Charles Agius (MLT) |
| 3 juni 1995 18:00 (UTC+2) | Wedstrijdlink |       |         | Sportpark Eschen/Mauren, Eschen Toeschouwers: 4.500 Scheidsrechter: Charles Agius (MLT) |

|                           |               |               |                              |                                                                                      |
| 7 juni 1995 20:00 (UTC+1) | Noord-Ierland | 1 – 2         | Letland                      | Windsor Park, Belfast Toeschouwers: 6.935 Scheidsrechter: Juan Ansuátegui Roca (ESP) |
| 7 juni 1995 20:00 (UTC+1) | Dowie 44'     | Wedstrijdlink | Zeiberliņš 59' Astafjevs 62' | Windsor Park, Belfast Toeschouwers: 6.935 Scheidsrechter: Juan Ansuátegui Roca (ESP) |

|                            |              |               |                            |                                                                               |
| 11 juni 1995 16:00 (UTC+1) | Ierland      | 1 – 3         | Oostenrijk                 | Lansdowne Road, Dublin Toeschouwers: 33.000 Scheidsrechter: Markus Merk (GER) |
| 11 juni 1995 16:00 (UTC+1) | Houghton 65' | Wedstrijdlink | Polster 69', 78' Ogris 72' | Lansdowne Road, Dublin Toeschouwers: 33.000 Scheidsrechter: Markus Merk (GER) |

|                                |               |               |                                                                       |                                                                                           |
| 15 augustus 1995 18:00 (UTC+2) | Liechtenstein | 0 – 7         | Portugal                                                              | Sportpark Eschen/Mauren, Eschen Toeschouwers: 3.500 Scheidsrechter: Dragutin Poljak (CRO) |
| 15 augustus 1995 18:00 (UTC+2) |               | Wedstrijdlink | Domingos 25' Santos 33' Rui Costa 41', 70' (pen.) Alves 66', 73', 90' | Sportpark Eschen/Mauren, Eschen Toeschouwers: 3.500 Scheidsrechter: Dragutin Poljak (CRO) |

|                                |                                |               |                         |                                                                           |
| 16 augustus 1995 20:00 (UTC+3) | Letland                        | 3 – 2         | Oostenrijk              | Daugavastadion, Riga Toeschouwers: 2.600 Scheidsrechter: Ilkka Koho (FIN) |
| 16 augustus 1995 20:00 (UTC+3) | Rimkus 11', 59' Zeiberliņš 88' | Wedstrijdlink | Polster 68' Ramusch 78' | Daugavastadion, Riga Toeschouwers: 2.600 Scheidsrechter: Ilkka Koho (FIN) |

|                                |              |               |               |                                                                                 |
| 3 september 1995 22:00 (UTC+2) | Portugal     | 1 – 1         | Noord-Ierland | Estádio da Luz, Lissabon Toeschouwers: 26.780 Scheidsrechter: Rémi Harrel (FRA) |
| 3 september 1995 22:00 (UTC+2) | Domingos 47' | Wedstrijdlink | Hughes 66'    | Estádio da Luz, Lissabon Toeschouwers: 26.780 Scheidsrechter: Rémi Harrel (FRA) |

|                                |                     |               |             |                                                                                    |
| 6 september 1995 20:30 (UTC+2) | Oostenrijk          | 3 – 1         | Ierland     | Ernst Happel Stadion, Wenen Toeschouwers: 24.000 Scheidsrechter: Ahmet Çakar (TUR) |
| 6 september 1995 20:30 (UTC+2) | Stöger 3', 64', 77' | Wedstrijdlink | McGrath 74' | Ernst Happel Stadion, Wenen Toeschouwers: 24.000 Scheidsrechter: Ahmet Çakar (TUR) |

|                                |                |               |               |                                                                                   |
| 6 september 1995 18:30 (UTC+3) | Letland        | 1 – 0         | Liechtenstein | Daugavastadion, Riga Toeschouwers: 3.800 Scheidsrechter: Tom Henning Øvrebø (NOR) |
| 6 september 1995 18:30 (UTC+3) | Zeiberliņš 83' | Wedstrijdlink |               | Daugavastadion, Riga Toeschouwers: 3.800 Scheidsrechter: Tom Henning Øvrebø (NOR) |

|                 |            |               |            |                                                                                         |
| 11 oktober 1995 | Oostenrijk | 1 – 1         | Portugal   | Ernst Happel Stadion, Wenen Toeschouwers: 44.000 Scheidsrechter: Nikolai Levnikov (RUS) |
| 11 oktober 1995 | Stöger 21' | Wedstrijdlink | Santos 49' | Ernst Happel Stadion, Wenen Toeschouwers: 44.000 Scheidsrechter: Nikolai Levnikov (RUS) |

|                               |                          |               |            |                                                                                        |
| 11 oktober 1995 20:30 (UTC+1) | Ierland                  | 2 – 1         | Letland    | Lansdowne Road, Dublin Toeschouwers: 33.500 Scheidsrechter: Juan Fernández Marín (ESP) |
| 11 oktober 1995 20:30 (UTC+1) | Aldridge 61' (pen.), 64' | Wedstrijdlink | Rimkus 78' | Lansdowne Road, Dublin Toeschouwers: 33.500 Scheidsrechter: Juan Fernández Marín (ESP) |

|                               |               |               |                                            |                                                                                        |
| 11 oktober 1995 15:00 (UTC+1) | Liechtenstein | 0 – 4         | Noord-Ierland                              | Sportpark Eschen/Mauren, Eschen Toeschouwers: 1.100 Scheidsrechter: Ľuboš Micheľ (SVK) |
| 11 oktober 1995 15:00 (UTC+1) |               | Wedstrijdlink | O'Neill 36' McMahon 49' Quinn 55' Gray 72' | Sportpark Eschen/Mauren, Eschen Toeschouwers: 1.100 Scheidsrechter: Ľuboš Micheľ (SVK) |

|                                |                                     |               |         |                                                                                     |
| 15 november 1995 22:00 (UTC+1) | Portugal                            | 3 – 0         | Ierland | Estádio da Luz, Lissabon Toeschouwers: 71.766 Scheidsrechter: Piero Ceccarini (ITA) |
| 15 november 1995 22:00 (UTC+1) | Rui Costa 60' Hélder 74' Cadete 89' | Wedstrijdlink |         | Estádio da Luz, Lissabon Toeschouwers: 71.766 Scheidsrechter: Piero Ceccarini (ITA) |

|                              |                                                       |               |                                |                                                                              |
| 15 november 1995 20:00 (UTC) | Noord-Ierland                                         | 5 – 3         | Oostenrijk                     | Windsor Park, Belfast Toeschouwers: 8.451 Scheidsrechter: Leif Sundell (ZWE) |
| 15 november 1995 20:00 (UTC) | O'Neill 27', 78' Dowie 32' (pen.) Hunter 53' Gray 63' | Wedstrijdlink | Schopp 55' Stumpf 70' Wetl 81' | Windsor Park, Belfast Toeschouwers: 8.451 Scheidsrechter: Leif Sundell (ZWE) |

### Groep 7
Nadat hij met zijn land Wales elke keer zich net niet plaatste, was deze EK de allerlaatste kans voor Ian Rush om zich te plaatsen voor een groot toernooi. Echter, Wales blameerde zich al vroeg in de kwalificatie door te verliezen van Moldavië en Georgië. Vooral de laatste nederlaag was pijnlijk, 5-0 maar liefst. Drie gebroeders Arveladze speelden bij Georgië, waarvan Shota de bekendste werd, hij zou later forure maken bij Ajax en Glasgow Rangers. Wales zou zelfs op de laatste plaats eindigen in de groep.
Door het falen van Wales was de strijd in deze groep snel beslist: Bulgarije en Duitsland stonden snel ruim voor op de andere landen. De onderlinge wedstrijden werden echter toch als heel belangrijk ervaren: op het WK schakelde Bulgarije Duitsland uit in de kwartfinales en de Duitsers waren uit op revanche. De eerste wedstrijd in Sofia was van hoog niveau: Duitsland kwam op 0-2 voor dankzij doelpunten van Jürgen Klinsmann en Thomas Strunz. Vlak voor rust veroorzaakte dezelfde Strunz een strafschop, die Christo Stoitsjkov benutte. Stoitsjkov was nog steeds van grote waarde voor zijn land, terwijl bij zijn club FC Barcelona een moeilijke periode doormaakte en veel ruziede met coach Johan Cruijff. In de tweede helft werd de wedstrijd op zijn kop gezet: de invallende Emil Kostadinov versierde een strafschop (Stoitsjkov schoot opnieuw raak), waarna Kostadinov een minuut later het winnende doelpunt maakte.
Op de laatste speeldag waren beide landen zeker van plaatsing voor het EK, alleen de eerste plaats stond op het spel in Berlijn. Vlak voor rust zorgde Stoitsjkov voor een Bulgaarse voorsprong. In de tweede helft zette Duitsland orde op zaken: Klinsmann strafte een fout in de verdediging af, Thomas Häßler scoorde uit een vrije trap en Klinsmann benutte een strafschop, nadat een wervelende solo van Stefan Kuntz werd gestuit door de Bulgaarse doelman. Al vrij snel in de kwalificatie verloor Duitsland zijn aanvoerder Lothar Matthäus, hij raakte geblesseerd en Klinsmann nam de aanvoerdersband over. Klinsmann vertrok in augustus 1995 naar de club van Matthäus Bayern München. De heren, die al jaren samen speelden bij het nationale team konden niet met elkaar overweg en daarom besloot coach Berti Vogts Matthäus niet mee te nemen naar het EK.
| Pos | Land      | Wed | Win | Gel | Ver | DV | DT | +/- | Pnt |
| --- | --------- | --- | --- | --- | --- | -- | -- | --- | --- |
| 1   | Duitsland | 10  | 8   | 1   | 1   | 27 | 10 | +17 | 25  |
| 2   | Bulgarije | 10  | 7   | 1   | 2   | 24 | 10 | +14 | 22  |
| 3   | Georgië   | 10  | 5   | 0   | 5   | 14 | 13 | +1  | 15  |
| 4   | Moldavië  | 10  | 3   | 0   | 7   | 11 | 27 | –16 | 9   |
| 5   | Albanië   | 10  | 2   | 2   | 6   | 10 | 16 | –6  | 8   |
| 6   | Wales     | 10  | 2   | 2   | 6   | 9  | 19 | –10 | 8   |

|                                |         |               |           |                                                                                         |
| 7 september 1994 18:30 (UTC+4) | Georgië | 0 – 1         | Moldavië  | Boris Paitsjadzestadion, Tbilisi Toeschouwers: 62.000 Scheidsrechter: Ahmet Çakar (TUR) |
| 7 september 1994 18:30 (UTC+4) |         | Wedstrijdlink | Oprea 40' | Boris Paitsjadzestadion, Tbilisi Toeschouwers: 62.000 Scheidsrechter: Ahmet Çakar (TUR) |

|                                |                      |               |         |                                                                                      |
| 7 september 1994 19:30 (UTC+1) | Wales                | 2 – 0         | Albanië | Cardiff Arms Park, Cardiff Toeschouwers: 15.791 Scheidsrechter: Gianni Beschin (ITA) |
| 7 september 1994 19:30 (UTC+1) | Coleman 9' Giggs 67' | Wedstrijdlink |         | Cardiff Arms Park, Cardiff Toeschouwers: 15.791 Scheidsrechter: Gianni Beschin (ITA) |

|                               |                                  |               |                    |                                                                                      |
| 12 oktober 1994 19:00 (UTC+2) | Moldavië                         | 3 – 2         | Wales              | Stadionul Republican, Chişinău Toeschouwers: 12.000 Scheidsrechter: István Vad (HUN) |
| 12 oktober 1994 19:00 (UTC+2) | Belous 8' Secu 28' Pogorelov 76' | Wedstrijdlink | Speed 5' Blake 67' | Stadionul Republican, Chişinău Toeschouwers: 12.000 Scheidsrechter: István Vad (HUN) |

|                               |                     |               |         |                                                                                                 |
| 12 oktober 1994 19:00 (UTC+2) | Bulgarije           | 2 – 0         | Georgië | Vasil Levski National Stadium, Sofia Toeschouwers: 48.000 Scheidsrechter: Ladislav Gadoši (SVK) |
| 12 oktober 1994 19:00 (UTC+2) | Kostadinov 58', 63' | Wedstrijdlink |         | Vasil Levski National Stadium, Sofia Toeschouwers: 48.000 Scheidsrechter: Ladislav Gadoši (SVK) |

|                                |             |               |                           |                                                                                          |
| 16 november 1994 14:00 (UTC+1) | Albanië     | 1 – 2         | Duitsland                 | Qemal Stafa Stadium, Tirana Toeschouwers: 23.000 Scheidsrechter: Vasiliy Melnichuk (UKR) |
| 16 november 1994 14:00 (UTC+1) | Zmijani 32' | Wedstrijdlink | Klinsmann 18' Kirsten 46' | Qemal Stafa Stadium, Tirana Toeschouwers: 23.000 Scheidsrechter: Vasiliy Melnichuk (UKR) |

|                                |                                               |               |               |                                                                                               |
| 16 november 1994 18:00 (UTC+2) | Bulgarije                                     | 4 – 1         | MDA           | Vasil Levski National Stadium, Sofia Toeschouwers: 36.048 Scheidsrechter: Denis McArdle (IRL) |
| 16 november 1994 18:00 (UTC+2) | Stoichkov 43', 85' Balakov 63' Kostadinov 87' | Wedstrijdlink | Cleşcenco 61' | Vasil Levski National Stadium, Sofia Toeschouwers: 36.048 Scheidsrechter: Denis McArdle (IRL) |

|                                |                                                               |                          |       |                                                                                        |
| 16 november 1994 14:00 (UTC+4) | Georgië                                                       | 5 – 0                    | Wales | Boris Paitsjadzestadion, Tbilisi Toeschouwers: 55.000 Scheidsrechter: Alain Sars (FRA) |
| 16 november 1994 14:00 (UTC+4) | Ketsbaia 31', 49' Kinkladze 41' Gogrichiani 59' Arveladze 67' | Wedstrijdlink[dode link] |       | Boris Paitsjadzestadion, Tbilisi Toeschouwers: 55.000 Scheidsrechter: Alain Sars (FRA) |

|                                |          |               |                                       |                                                                                         |
| 14 december 1994 19:00 (UTC+2) | Moldavië | 0 – 3         | Duitsland                             | Stadionul Republican, Chişinău Toeschouwers: 26.000 Scheidsrechter: Jef van Vliet (NED) |
| 14 december 1994 19:00 (UTC+2) |          | Wedstrijdlink | Kirsten 7' Klinsmann 38' Matthäus 72' | Stadionul Republican, Chişinău Toeschouwers: 26.000 Scheidsrechter: Jef van Vliet (NED) |

|                              |       |               |                                        |                                                                                    |
| 14 december 1994 19:30 (UTC) | Wales | 0 – 3         | Bulgarije                              | Cardiff Arms Park, Cardiff Toeschouwers: 23.206 Scheidsrechter: Leif Sundell (ZWE) |
| 14 december 1994 19:30 (UTC) |       | Wedstrijdlink | Ivanov 5' Kostadinov 16' Stoichkov 51' | Cardiff Arms Park, Cardiff Toeschouwers: 23.206 Scheidsrechter: Leif Sundell (ZWE) |

|                                |         |               |               |                                                                                     |
| 14 december 1994 14:00 (UTC+1) | Albanië | 0 – 1         | Georgië       | Qemal Stafa Stadium, Tirana Toeschouwers: 9.700 Scheidsrechter: László Molnár (HUN) |
| 14 december 1994 14:00 (UTC+1) |         | Wedstrijdlink | Arveladze 19' | Qemal Stafa Stadium, Tirana Toeschouwers: 9.700 Scheidsrechter: László Molnár (HUN) |

|                                |                           |               |             | |
| 18 december 1994 15:30 (UTC+1) | Duitsland                 | 2 – 1         | Albanië     | Fritz-Walter-Stadion, Kaiserslautern Toeschouwers: 20.310 Scheidsrechter: Svend Erik Christensen (DEN) |
| 18 december 1994 15:30 (UTC+1) | Matthäus 8' Klinsmann 17' | Wedstrijdlink | Rraklli 58' | Fritz-Walter-Stadion, Kaiserslautern Toeschouwers: 20.310 Scheidsrechter: Svend Erik Christensen (DEN) |

|                             |         |               |                    |                                                                                             |
| 29 maart 1995 21:00 (UTC+5) | Georgië | 0 – 2         | Duitsland          | Boris Paitsjadzestadion, Tbilisi Toeschouwers: 75.000 Scheidsrechter: Martin Bodenham (ENG) |
| 29 maart 1995 21:00 (UTC+5) |         | Wedstrijdlink | Klinsmann 24', 45' | Boris Paitsjadzestadion, Tbilisi Toeschouwers: 75.000 Scheidsrechter: Martin Bodenham (ENG) |

|                             |                            |               |              |                                                                                               |
| 29 maart 1995 19:00 (UTC+3) | Bulgarije                  | 3 – 1         | Wales        | Vasil Levski National Stadium, Sofia Toeschouwers: 60.000 Scheidsrechter: Michel Piraux (BEL) |
| 29 maart 1995 19:00 (UTC+3) | Balakov 37' Penev 70', 82' | Wedstrijdlink | Saunders 83' | Vasil Levski National Stadium, Sofia Toeschouwers: 60.000 Scheidsrechter: Michel Piraux (BEL) |

|                             |                           |               |     |                                                                                 |
| 29 maart 1995 15:30 (UTC+2) | Albanië                   | 3 – 0         | MDA | Qemal Stafa Stadium, Tirana Toeschouwers: 8.500 Scheidsrechter: Urs Meier (SUI) |
| 29 maart 1995 15:30 (UTC+2) | Kushta 31', 80' Kaçaj 41' | Wedstrijdlink |     | Qemal Stafa Stadium, Tirana Toeschouwers: 8.500 Scheidsrechter: Urs Meier (SUI) |

|                             |                             |               |         |                                                                                           |
| 26 april 1995 18:00 (UTC+5) | Georgië                     | 2 – 0         | Albanië | Boris Paitsjadzestadion, Tbilisi Toeschouwers: 25.000 Scheidsrechter: Roelof Luinge (NED) |
| 26 april 1995 18:00 (UTC+5) | S.Arveladze 3' Ketsbaia 42' | Wedstrijdlink |         | Boris Paitsjadzestadion, Tbilisi Toeschouwers: 25.000 Scheidsrechter: Roelof Luinge (NED) |

|                             |          |               |                                |                                                                                       |
| 26 april 1995 18:00 (UTC+3) | Moldavië | 0 – 3         | Bulgarije                      | Stadionul Republican, Chişinău Toeschouwers: 16.000 Scheidsrechter: Jiří Ulrich (CZE) |
| 26 april 1995 18:00 (UTC+3) |          | Wedstrijdlink | Balakov 30' Stoichkov 57', 67' | Stadionul Republican, Chişinău Toeschouwers: 16.000 Scheidsrechter: Jiří Ulrich (CZE) |

|                             |              |               |             |                                                                                  |
| 26 april 1995 19:45 (UTC+2) | Duitsland    | 1 – 1         | Wales       | Rheinstadion, Düsseldorf Toeschouwers: 43.461 Scheidsrechter: José Encinar (ESP) |
| 26 april 1995 19:45 (UTC+2) | Herrlich 42' | Wedstrijdlink | Saunders 8' | Rheinstadion, Düsseldorf Toeschouwers: 43.461 Scheidsrechter: José Encinar (ESP) |

|                           |                                                 |               |                          | |
| 7 juni 1995 20:30 (UTC+3) | Bulgarije                                       | 3 – 2         | Duitsland                | Vasil Levski National Stadium, Sofia Toeschouwers: 44.208 Scheidsrechter: Pierluigi Pairetto (ITA) |
| 7 juni 1995 20:30 (UTC+3) | Stoichkov 45' (pen.), 66' (pen.) Kostadinov 69' | Wedstrijdlink | Klinsmann 18' Strunz 44' | Vasil Levski National Stadium, Sofia Toeschouwers: 44.208 Scheidsrechter: Pierluigi Pairetto (ITA) |

|                           |       |               |               |                                                                                 |
| 7 juni 1995 19:30 (UTC+1) | Wales | 0 – 1         | Georgië       | Cardiff Arms Park, Cardiff Toeschouwers: 8.241 Scheidsrechter: Ilkka Koho (FIN) |
| 7 juni 1995 19:30 (UTC+1) |       | Wedstrijdlink | Kinkladze 73' | Cardiff Arms Park, Cardiff Toeschouwers: 8.241 Scheidsrechter: Ilkka Koho (FIN) |

|                           |                            |               |                               |                                                                                          |
| 7 juni 1995 19:00 (UTC+3) | Moldavië                   | 2 – 3         | Albanië                       | Stadionul Republican, Chişinău Toeschouwers: 7.000 Scheidsrechter: Léon Schellings (BEL) |
| 7 juni 1995 19:00 (UTC+3) | Curtianu 10' Cleşcenco 15' | Wedstrijdlink | Kushta 8' Bellaj 25' Vata 71' | Stadionul Republican, Chişinău Toeschouwers: 7.000 Scheidsrechter: Léon Schellings (BEL) |

|                                |             |               |              |                                                                                     |
| 6 september 1995 16:30 (UTC+2) | Albanië     | 1 – 1         | Bulgarije    | Qemal Stafa Stadium, Tirana Toeschouwers: 6.050 Scheidsrechter: Charles Agius (MLT) |
| 6 september 1995 16:30 (UTC+2) | Rraklli 16' | Wedstrijdlink | Stoichkov 8' | Qemal Stafa Stadium, Tirana Toeschouwers: 6.050 Scheidsrechter: Charles Agius (MLT) |

|                                |                                             |               |              |                                                                                     |
| 6 september 1995 19:45 (UTC+2) | Duitsland                                   | 4 – 1         | Georgië      | Frankenstadion, Neurenberg Toeschouwers: 40.750 Scheidsrechter: Jim McCluskey (SCO) |
| 6 september 1995 19:45 (UTC+2) | Möller 39' Ziege 57' Kirsten 62' Babbel 72' | Wedstrijdlink | Ketsbaia 28' | Frankenstadion, Neurenberg Toeschouwers: 40.750 Scheidsrechter: Jim McCluskey (SCO) |

|                                |           |               |          |                                                                                         |
| 6 september 1995 19:30 (UTC+1) | Wales     | 1 – 0         | Moldavië | Cardiff Arms Park, Cardiff Toeschouwers: 6.721 Scheidsrechter: Gylfi Thór Orrason (ISL) |
| 6 september 1995 19:30 (UTC+1) | Speed 55' | Wedstrijdlink |          | Cardiff Arms Park, Cardiff Toeschouwers: 6.721 Scheidsrechter: Gylfi Thór Orrason (ISL) |

|                              |                                  |               |         |                                                                                                 |
| 7 oktober 1995 18:00 (UTC+2) | Bulgarije                        | 3 – 0         | Albanië | Vasil Levski National Stadium, Sofia Toeschouwers: 25.000 Scheidsrechter: Juha Hirviniemi (FIN) |
| 7 oktober 1995 18:00 (UTC+2) | Letchkov 15' Kostadinov 80', 82' | Wedstrijdlink |         | Vasil Levski National Stadium, Sofia Toeschouwers: 25.000 Scheidsrechter: Juha Hirviniemi (FIN) |

|                              |                                                                |               |            |                                                                                                |
| 8 oktober 1995 18:00 (UTC+1) | Duitsland                                                      | 6 – 1         | Moldavië   | Ulrich Haberland Stadion, Leverkusen Toeschouwers: 18.400 Scheidsrechter: Zygmunt Ziober (POL) |
| 8 oktober 1995 18:00 (UTC+1) | Stroenco 16' (e.d.) Helmer 18' Sammer 24', 72' Möller 47', 61' | Wedstrijdlink | Rebeja 82' | Ulrich Haberland Stadion, Leverkusen Toeschouwers: 18.400 Scheidsrechter: Zygmunt Ziober (POL) |

|                               |                                   |               |               |                                                                                       |
| 11 oktober 1995 18:00 (UTC+4) | Georgië                           | 2 – 1         | Bulgarije     | Boris Paitsjadzestadion, Tbilisi Toeschouwers: 45.000 Scheidsrechter: Urs Meier (SUI) |
| 11 oktober 1995 18:00 (UTC+4) | Arveladze 1' Kinkladze 47' (pen.) | Wedstrijdlink | Stoichkov 87' | Boris Paitsjadzestadion, Tbilisi Toeschouwers: 45.000 Scheidsrechter: Urs Meier (SUI) |

|                               |            |               |                                   |                                                                                       |
| 11 oktober 1995 20:30 (UTC+1) | Wales      | 1 – 2         | Duitsland                         | Cardiff Arms Park, Cardiff Toeschouwers: 27.000 Scheidsrechter: Ion Crăciunescu (ROU) |
| 11 oktober 1995 20:30 (UTC+1) | Symons 79' | Wedstrijdlink | Melville 75' (e.d.) Klinsmann 81' | Cardiff Arms Park, Cardiff Toeschouwers: 27.000 Scheidsrechter: Ion Crăciunescu (ROU) |

|                                |                                      |               |               |                                                                                      |
| 15 november 1995 19:45 (UTC+1) | Duitsland                            | 3 – 1         | Bulgarije     | Olympiastadion, Berlijn Toeschouwers: 75.841 Scheidsrechter: Vassilios Nikakis (GRE) |
| 15 november 1995 19:45 (UTC+1) | Klinsmann 50', 75' (pen.) Häßler 56' | Wedstrijdlink | Stoichkov 47' | Olympiastadion, Berlijn Toeschouwers: 75.841 Scheidsrechter: Vassilios Nikakis (GRE) |

|                                |                  |               |               |                                                                                    |
| 15 november 1995 14:00 (UTC+1) | Albanië          | 1 – 1         | Wales         | Qemal Stafa Stadium, Tirana Toeschouwers: 2.100 Scheidsrechter: David Suheil (ISR) |
| 15 november 1995 14:00 (UTC+1) | Kushta 5' (pen.) | Wedstrijdlink | Pembridge 43' | Qemal Stafa Stadium, Tirana Toeschouwers: 2.100 Scheidsrechter: David Suheil (ISR) |

|                                |                                        |               |                                    |                                                                                             |
| 15 november 1995 18:00 (UTC+2) | Moldavië                               | 3 – 2         | Georgië                            | Stadionul Republican, Chișinău Toeschouwers: 6.000 Scheidsrechter: Mario van der Ende (NED) |
| 15 november 1995 18:00 (UTC+2) | Testimiţanu 5' (pen.) Miterev 17', 68' | Wedstrijdlink | Dzhanashia 66' Culibaba 77' (e.d.) | Stadionul Republican, Chișinău Toeschouwers: 6.000 Scheidsrechter: Mario van der Ende (NED) |

### Groep 8
Finland was altijd een klein voetballand, maar had opeens in de persoon van Jari Litmanen een topvoetballer. Met veel doelpunten hielp hij zijn club Ajax met het winnen van de Champions League. Terwijl zijn ploeggenoten diezelfde dag faalden in het Nederlands Elftal tegen Wit-Rusland, zorgde Litmanen met een doelpunt voor een Fins succes tegen Griekenland. Voor het begin van het nieuwe voetbalseizoen leidde Finland met vijftien punten uit zeven wedstrijden de groep met één punt voorsprong op Rusland en Schotland en drie op Griekenland, waarbij zowel de Russen als de Grieken één wedstrijd minder hadden gespeeld.
Finland had wel alle zwakke tegenstanders gehad en dat brak ze op, zonder Litmanen leed de ploeg een pijnlijke 0-6-thuisnederlaag tegen Rusland en met Litmanen gingen ook de overige twee wedstrijden verloren. Zowel Schotland als Rusland wonnen ook van Griekenland en beide landen haalden uiteindelijk vrij gemakkelijk de eindronde.
| Pos | Land        | Wed | Win | Gel | Ver | DV | DT | +/- | Pnt |
| --- | ----------- | --- | --- | --- | --- | -- | -- | --- | --- |
| 1   | Rusland     | 10  | 8   | 2   | 0   | 34 | 5  | +29 | 26  |
| 2   | Schotland   | 10  | 7   | 2   | 1   | 19 | 3  | +16 | 23  |
| 3   | Griekenland | 10  | 6   | 0   | 4   | 23 | 9  | +14 | 18  |
| 4   | Finland     | 10  | 5   | 0   | 5   | 18 | 18 | 0   | 15  |
| 5   | Faeröer     | 10  | 2   | 0   | 8   | 10 | 35 | –25 | 6   |
| 6   | San Marino  | 10  | 0   | 0   | 10  | 2  | 36 | –34 | 0   |

|                                |                          |               |                                                         |                                                                             |
| 7 september 1994 17:00 (UTC+1) | Faeröer                  | 1 – 5         | Griekenland                                             | Svangaskarð, Toftir Toeschouwers: 2.412 Scheidsrechter: Michel Piraux (BEL) |
| 7 september 1994 17:00 (UTC+1) | Apostolakis 90+1' (e.d.) | Wedstrijdlink | Saravakos 12' Tsalouchidis 17', 86' Alexandris 55', 61' | Svangaskarð, Toftir Toeschouwers: 2.412 Scheidsrechter: Michel Piraux (BEL) |

|                                |         |               |                         |                                                                                       |
| 7 september 1994 19:00 (UTC+3) | Finland | 0 – 2         | Schotland               | Olympisch Stadion, Helsinki Toeschouwers: 12.845 Scheidsrechter: Ryszard Wójcik (POL) |
| 7 september 1994 19:00 (UTC+3) |         | Wedstrijdlink | Shearer 29' Collins 65' | Olympisch Stadion, Helsinki Toeschouwers: 12.845 Scheidsrechter: Ryszard Wójcik (POL) |

|                               |                                                    |               |            |                                                                              |
| 12 oktober 1994 21:00 (UTC+1) | Schotland                                          | 5 – 1         | Faeröer    | Hampden Park, Glasgow Toeschouwers: 20.885 Scheidsrechter: Terje Hauge (NOR) |
| 12 oktober 1994 21:00 (UTC+1) | McGinlay 4' Booth 5' Collins 40', 72' McKinlay 61' | Wedstrijdlink | Müller 75' | Hampden Park, Glasgow Toeschouwers: 20.885 Scheidsrechter: Terje Hauge (NOR) |

|                               |                                              |               |         |                                                                                            |
| 12 oktober 1994 20:00 (UTC+2) | Griekenland                                  | 4 – 0         | Finland | Kaftanzogliostadion, Thessaloniki Toeschouwers: 7.704 Scheidsrechter: Philippe Leduc (FRA) |
| 12 oktober 1994 20:00 (UTC+2) | Markos 23' Batista Lima 70' Machlas 76', 90' | Wedstrijdlink |         | Kaftanzogliostadion, Thessaloniki Toeschouwers: 7.704 Scheidsrechter: Philippe Leduc (FRA) |

|                               |                                                       |               |            |                                                                                           |
| 12 oktober 1994 19:00 (UTC+3) | Rusland                                               | 4 – 0         | San Marino | Olympisch Stadion Loezjniki, Moskou Toeschouwers: 5.500 Scheidsrechter: Alain Hamer (LUX) |
| 12 oktober 1994 19:00 (UTC+3) | Karpin 43' Kolyvanov 64' Nikiforov 65' Radtsjenko 67' | Wedstrijdlink |            | Olympisch Stadion Loezjniki, Moskou Toeschouwers: 5.500 Scheidsrechter: Alain Hamer (LUX) |

|                                |                             |               |            |                                                                                                   |
| 16 november 1994 20:00 (UTC+2) | Griekenland                 | 2 – 0         | San Marino | Olympisch Stadion Spyridon Louis, Athene Toeschouwers: 2.859 Scheidsrechter: Haim Lipkovitz (ISR) |
| 16 november 1994 20:00 (UTC+2) | Machlas 21' Frantzeskos 84' | Wedstrijdlink |            | Olympisch Stadion Spyridon Louis, Athene Toeschouwers: 2.859 Scheidsrechter: Haim Lipkovitz (ISR) |

|                                |                                                    |               |         |                                                                                          |
| 16 november 1994 19:00 (UTC+2) | Finland                                            | 5 – 0         | Faeröer | Olympisch Stadion, Helsinki Toeschouwers: 2.420 Scheidsrechter: Gylfi Thór Orrason (ISL) |
| 16 november 1994 19:00 (UTC+2) | Sumiala 37' Litmanen 53', 72' Paatelainen 75', 85' | Wedstrijdlink |         | Olympisch Stadion, Helsinki Toeschouwers: 2.420 Scheidsrechter: Gylfi Thór Orrason (ISL) |

|                              |           |               |                |                                                                              |
| 16 november 1994 20:00 (UTC) | Schotland | 1 – 1         | Rusland        | Hampden Park, Glasgow Toeschouwers: 31.254 Scheidsrechter: Bo Karlsson (ZWE) |
| 16 november 1994 20:00 (UTC) | Booth 19' | Wedstrijdlink | Radtsjenko 25' | Hampden Park, Glasgow Toeschouwers: 31.254 Scheidsrechter: Bo Karlsson (ZWE) |

|                                |                                |               |            |                                                                                        |
| 14 december 1994 19:00 (UTC+2) | Finland                        | 4 – 1         | San Marino | Olympisch Stadion, Helsinki Toeschouwers: 3.140 Scheidsrechter: Hermann Albrecht (GER) |
| 14 december 1994 19:00 (UTC+2) | Paatelainen 24', 30', 86', 90' | Wedstrijdlink | Valle 34'  | Olympisch Stadion, Helsinki Toeschouwers: 3.140 Scheidsrechter: Hermann Albrecht (GER) |

|                                |                        |               |           | |
| 18 december 1994 20:00 (UTC+2) | Griekenland            | 1 – 0         | Schotland | Olympisch Stadion Spyridon Louis, Athene Toeschouwers: 7.976 Scheidsrechter: John Blankenstein (NED) |
| 18 december 1994 20:00 (UTC+2) | Apostolakis 19' (pen.) | Wedstrijdlink |           | Olympisch Stadion Spyridon Louis, Athene Toeschouwers: 7.976 Scheidsrechter: John Blankenstein (NED) |

|                             |               |       |           |                                                                                                |
| 29 maart 1995 20:00 (UTC+4) | Rusland       | 0 – 0 | Schotland | Olympisch Stadion Loezjniki, Moskou Toeschouwers: 13.939 Scheidsrechter: Hartmut Strampe (GER) |
| 29 maart 1995 20:00 (UTC+4) | Wedstrijdlink |       |           | Olympisch Stadion Loezjniki, Moskou Toeschouwers: 13.939 Scheidsrechter: Hartmut Strampe (GER) |

|                             |            |               |                          |                                                                                  |
| 29 maart 1995 19:00 (UTC+2) | San Marino | 0 – 2         | Finland                  | Stadio Olimpico, Serravalle Toeschouwers: 824 Scheidsrechter: David Suheil (ISR) |
| 29 maart 1995 19:00 (UTC+2) |            | Wedstrijdlink | Litmanen 45' Sumiala 67' | Stadio Olimpico, Serravalle Toeschouwers: 824 Scheidsrechter: David Suheil (ISR) |

|                             |            |               |                            |                                                                                     |
| 26 april 1995 20:05 (UTC+2) | San Marino | 0 – 2         | Schotland                  | Stadio Olimpico, Serravalle Toeschouwers: 1.484 Scheidsrechter: Loizos Loizou (CYP) |
| 26 april 1995 20:05 (UTC+2) |            | Wedstrijdlink | Collins 19' Calderwood 85' | Stadio Olimpico, Serravalle Toeschouwers: 1.484 Scheidsrechter: Loizos Loizou (CYP) |

|                             |             |               |                                                      |                                                                                              |
| 26 april 1995 21:00 (UTC+3) | Griekenland | 0 – 3         | Rusland                                              | Kaftanzogliostadion, Thessaloniki Toeschouwers: 29.616 Scheidsrechter: Loris Stafoggia (ITA) |
| 26 april 1995 21:00 (UTC+3) |             | Wedstrijdlink | Nikiforov 36' Zagorakis 78' (e.d.) Bestsjastnych 79' | Kaftanzogliostadion, Thessaloniki Toeschouwers: 29.616 Scheidsrechter: Loris Stafoggia (ITA) |

|                             |         |               |                                                  |                                                                            |
| 26 april 1995 19:00 (UTC+1) | Faeröer | 0 – 4         | Finland                                          | Svangaskarð, Toftir Toeschouwers: 1.338 Scheidsrechter: Alan Howells (WAL) |
| 26 april 1995 19:00 (UTC+1) |         | Wedstrijdlink | Hjelm 55' Paatelainen 75' Lindberg 78' Helin 83' | Svangaskarð, Toftir Toeschouwers: 1.338 Scheidsrechter: Alan Howells (WAL) |

|                          |                                          |               |         |                                                                                                   |
| 6 mei 1995 19:00 (UTC+4) | Rusland                                  | 3 – 0         | Faeröer | Olympisch Stadion Loezjniki, Moskou Toeschouwers: 5.024 Scheidsrechter: Sergo Kvaratskhelia (GEO) |
| 6 mei 1995 19:00 (UTC+4) | Kechinov 53' Pisarev 72' Mukhamadiev 80' | Wedstrijdlink |         | Olympisch Stadion Loezjniki, Moskou Toeschouwers: 5.024 Scheidsrechter: Sergo Kvaratskhelia (GEO) |

|                           |                                            |               |            |                                                                              |
| 25 mei 1995 16:00 (UTC+1) | Faeröer                                    | 3 – 0         | San Marino | Svangaskarð, Toftir Toeschouwers: 3.450 Scheidsrechter: Brendan Shorte (IRL) |
| 25 mei 1995 16:00 (UTC+1) | J.Hansen 6' Jens Rasmussen 9' Johnsson 52' | Wedstrijdlink |            | Svangaskarð, Toftir Toeschouwers: 3.450 Scheidsrechter: Brendan Shorte (IRL) |

|                           |            |               | |                                                                                     |
| 7 juni 1995 20:00 (UTC+2) | San Marino | 0 – 7         | Rusland                                                                                                   | Stadio Olimpico, Serravalle Toeschouwers: 1.367 Scheidsrechter: Karel Bohunek (CZE) |
| 7 juni 1995 20:00 (UTC+2) |            | Wedstrijdlink | Dobrovolski 20' (pen.) Kulkov 38' Kiryakov 48' Shalimov 49' Bestsjastnych 59' Kolyvanov 64' Cheryshev 86' | Stadio Olimpico, Serravalle Toeschouwers: 1.367 Scheidsrechter: Karel Bohunek (CZE) |

|                           |         |               |                           |                                                                               |
| 7 juni 1995 19:00 (UTC+1) | Faeröer | 0 – 2         | Schotland                 | Svangaskarð, Toftir Toeschouwers: 3.881 Scheidsrechter: Vladimír Hriňák (SVK) |
| 7 juni 1995 19:00 (UTC+1) |         | Wedstrijdlink | McKinlay 25' McGinlay 29' | Svangaskarð, Toftir Toeschouwers: 3.881 Scheidsrechter: Vladimír Hriňák (SVK) |

|                            |                                 |               |               |                                                                                     |
| 11 juni 1995 19:00 (UTC+3) | Finland                         | 2 – 1         | Griekenland   | Olympisch Stadion, Helsinki Toeschouwers: 10.518 Scheidsrechter: Hellmut Krug (GER) |
| 11 juni 1995 19:00 (UTC+3) | Litmanen 45+1' (pen.) Hjelm 54' | Wedstrijdlink | Nikolaidis 6' | Olympisch Stadion, Helsinki Toeschouwers: 10.518 Scheidsrechter: Hellmut Krug (GER) |

|                                |         |               |                                                              |                                                                                    |
| 16 augustus 1995 19:00 (UTC+3) | Finland | 0 – 6         | Rusland                                                      | Olympisch Stadion, Helsinki Toeschouwers: 14.210 Scheidsrechter: Sándor Puhl (HUN) |
| 16 augustus 1995 19:00 (UTC+3) |         | Wedstrijdlink | Kulkov 33', 49' Karpin 41' Radtsjenko 43' Kolyvanov 66', 69' | Olympisch Stadion, Helsinki Toeschouwers: 14.210 Scheidsrechter: Sándor Puhl (HUN) |

|                                |             |               |             |                                                                                  |
| 16 augustus 1995 20:00 (UTC+1) | Schotland   | 1 – 0         | Griekenland | Hampden Park, Glasgow Toeschouwers: 33.910 Scheidsrechter: Peter Mikkelsen (DEN) |
| 16 augustus 1995 20:00 (UTC+1) | McCoist 72' | Wedstrijdlink |             | Hampden Park, Glasgow Toeschouwers: 33.910 Scheidsrechter: Peter Mikkelsen (DEN) |

|                                |           |               |         |                                                                                    |
| 6 september 1995 20:00 (UTC+1) | Schotland | 1 – 0         | Finland | Hampden Park, Glasgow Toeschouwers: 35.018 Scheidsrechter: Vasiliy Melnichuk (UKR) |
| 6 september 1995 20:00 (UTC+1) | Booth 10' | Wedstrijdlink |         | Hampden Park, Glasgow Toeschouwers: 35.018 Scheidsrechter: Vasiliy Melnichuk (UKR) |

|                                |                            |               |                                                                          |                                                                           |
| 6 september 1995 17:00 (UTC+1) | Faeröer                    | 2 – 5         | Rusland                                                                  | Svangaskarð, Toftir Toeschouwers: 1.792 Scheidsrechter: Alan Snoddy (NIR) |
| 6 september 1995 17:00 (UTC+1) | Jarnskor 12' T.Jónsson 53' | Wedstrijdlink | Mostovoj 9' (pen.) Kiryakov 61' Kolyvanov 65' Tsymbalar 83' Shalimov 85' | Svangaskarð, Toftir Toeschouwers: 1.792 Scheidsrechter: Alan Snoddy (NIR) |

|                                |            |               |                                                         |                                                                                    |
| 6 september 1995 20:30 (UTC+2) | San Marino | 0 – 4         | Griekenland                                             | Stadio Olimpico, Serravalle Toeschouwers: 886 Scheidsrechter: Milan Mitrovič (SLO) |
| 6 september 1995 20:30 (UTC+2) |            | Wedstrijdlink | Tsalouchidis 5' Georgiadis 31' Alexandris 61' Donis 81' | Stadio Olimpico, Serravalle Toeschouwers: 886 Scheidsrechter: Milan Mitrovič (SLO) |

|                               |                                  |               |                  |                                                                                             |
| 11 oktober 1995 20:00 (UTC+3) | Rusland                          | 2 – 1         | Griekenland      | Olympisch Stadion Loezjniki, Moskou Toeschouwers: 19.190 Scheidsrechter: Gerd Grabher (AUT) |
| 11 oktober 1995 20:00 (UTC+3) | Ouzounidis 36' (e.d.) Onopko 71' | Wedstrijdlink | Tsalouchidis 64' | Olympisch Stadion Loezjniki, Moskou Toeschouwers: 19.190 Scheidsrechter: Gerd Grabher (AUT) |

|                               |                 |               |                         |                                                                                 |
| 11 oktober 1995 20:30 (UTC+1) | San Marino      | 1 – 3         | Faeröer                 | Stadio Olimpico, Serravalle Toeschouwers: 928 Scheidsrechter: Roland Beck (LIE) |
| 11 oktober 1995 20:30 (UTC+1) | M.Valentini 52' | Wedstrijdlink | T.Jónsson 42', 45', 50' | Stadio Olimpico, Serravalle Toeschouwers: 928 Scheidsrechter: Roland Beck (LIE) |

|                              |                                                              |               |            |                                                                                |
| 15 november 1995 20:00 (UTC) | Schotland                                                    | 5 – 0         | San Marino | Hampden Park, Glasgow Toeschouwers: 29.492 Scheidsrechter: Karel Bohunek (CZE) |
| 15 november 1995 20:00 (UTC) | Jess 30' Booth 45' McCoist 49' Nevin 79' Francini 90' (e.d.) | Wedstrijdlink |            | Hampden Park, Glasgow Toeschouwers: 29.492 Scheidsrechter: Karel Bohunek (CZE) |

|                                |                                        |               |              |                                                                                           |
| 15 november 1995 19:00 (UTC+3) | Rusland                                | 3 – 1         | Finland      | Olympisch Stadion Loezjniki, Moskou Toeschouwers: 6.000 Scheidsrechter: Markus Merk (GER) |
| 15 november 1995 19:00 (UTC+3) | Radtsjenko 40' Kulkov 55' Kiryakov 70' | Wedstrijdlink | Suominen 44' | Olympisch Stadion Loezjniki, Moskou Toeschouwers: 6.000 Scheidsrechter: Markus Merk (GER) |

|                                |                                                                 |               |         |                                                                                                  |
| 15 november 1995 19:30 (UTC+2) | Griekenland                                                     | 5 – 0         | Faeröer | Theodoros Vardinoyannisstadion, Heraklion Toeschouwers: 9.088 Scheidsrechter: Mitko Mitrev (BUL) |
| 15 november 1995 19:30 (UTC+2) | Alexandris 58' Nikolaidis 62' Machlas 66' Donis 75' Tsartas 80' | Wedstrijdlink |         | Theodoros Vardinoyannisstadion, Heraklion Toeschouwers: 9.088 Scheidsrechter: Mitko Mitrev (BUL) |

## Play-off
De beste zes nummers twee plaatsten zich voor de eindronde. Hiervoor telden de resultaten tegen de landen die in de groep op de 1e, 3e en 4e plaatst eindigden. De nummers zeven en acht moesten een beslissingswedstrijd spelen om een plaats in de eindronde.
Rangschikking nummers twee:
| Pos | Land       | Wed | Win | Gel | Ver | DV | DT | +/- | Pnt |
| --- | ---------- | --- | --- | --- | --- | -- | -- | --- | --- |
| 1   | Italië     | 6   | 4   | 1   | 1   | 12 | 4  | +8  | 13  |
| 2   | Bulgarije  | 6   | 4   | 0   | 2   | 14 | 8  | +6  | 12  |
| 3   | Turkije    | 6   | 3   | 2   | 1   | 11 | 8  | +3  | 11  |
| 4   | Schotland  | 6   | 3   | 2   | 1   | 5  | 2  | +3  | 11  |
| 5   | Denemarken | 6   | 3   | 2   | 1   | 9  | 7  | +2  | 11  |
| 6   | Frankrijk  | 6   | 2   | 4   | 0   | 8  | 2  | +6  | 10  |
| 7   | Nederland  | 6   | 2   | 2   | 2   | 6  | 5  | +1  | 8   |
| 8   | Ierland    | 6   | 2   | 1   | 3   | 8  | 10 | –2  | 7   |

Ierland had een goede start in de kwalificatiegroep, maar verspeelde ontzettend veel punten in de slotfase, Nederland had juist een zwakke start, maar maakte dit goed in de slotfase. Bovendien had Ierland een verouderde selectie en Nederland had veel jonge, talentvolle spelers, die net bij Ajax de Champions League en de Wereldbeker voor Clubteams hadden gewonnen. Eindelijk durfde Guus Hiddink bijna het hele Ajax-team in de basis te zetten, maar liefst acht spelers stonden in de basis, van de Nederlanders ontbrak alleen de geschorste Frank de Boer. Zijn ploegmaat bij Ajax, Winston Bogarde debuteerde in het team, Patrick Kluivert speelde in de spits, hij had een turbulente periode achter de rug. Hij scoorde eerst het winnende doelpunt in de Champions League finale, maar veroorzaakte een auto-ongeluk, waarbij één persoon overleed. Van de elf Oranje-spelers had alleen Arsenal-speler Glenn Helder geen Ajax-verleden.
Ondanks de steun van veel Ierse supporters was Ierland kansloos in de wedstrijd. Nederland was technisch en tactisch superieur en overklaste de Ieren vooral op het middenveld, waar met name Ronald de Boer en Edgar Davids heersten en Dennis Bergkamp schoot snel op de paal. Davids bediende Kluivert in de dertigste minuut, die het openingsdoelpunt verzorgde. In de tweede helft bleef Nederland de beste ploeg en had Kluivert pech met een schot op de lat. In de slotfase werd minutenlang Nederlands balbezit beloond met een tweede treffer van Kluivert. Na afloop kondigde de Ierse coach Jack Charlton zijn aftreden aan: een lang, succesvol tijdperk werd op een treurige manier afgesloten.

### Wedstrijd
|                              |         |         |                   |                                                                          |
| 13 december 1995 20:00 (GMT) | Ierland | 0 – 2   | Nederland         | Anfield, Liverpool Toeschouwers: 40.050 Scheidsrechter: Vadim Zhuk (BLR) |
| 13 december 1995 20:00 (GMT) |         | Verslag | 30', 89' Kluivert | Anfield, Liverpool Toeschouwers: 40.050 Scheidsrechter: Vadim Zhuk (BLR) |